# Austrália
Austrália (em inglês: Australia, pronunciado: [ɒˈstreɪliə, ə-], coloquialmente: [-jə]), oficialmente Comunidade da Austrália (em inglês: Commonwealth of Australia), é um país do hemisfério sul, localizado na Oceania, que compreende a menor área continental do mundo ("continente australiano"), a ilha da Tasmânia e várias ilhas adjacentes nos oceanos Índico e Pacífico. O continente-ilha, como a Austrália por vezes é chamada, é banhado pelo oceano Índico, ao sul, e a oeste pelo mar de Timor, mar de Arafura e Estreito de Torres, a norte, e pelo mar de Coral e mar da Tasmânia, a leste. Através destes mares, tem fronteira marítima com a Indonésia, Timor-Leste e Papua-Nova Guiné, a norte, e com o território francês da Nova Caledónia, a leste, e a Nova Zelândia a sudeste.
Durante cerca de 40 000 anos antes da colonização europeia iniciada no final do século XVIII, o continente australiano e a Tasmânia eram habitadas por cerca de 250 nações individuais de aborígenes. Após visitas esporádicas de pescadores do norte e pela descoberta europeia por parte de exploradores holandeses em 1606, a metade oriental da Austrália foi reivindicada pelos britânicos em 1770 e inicialmente colonizada por meio do transporte de presos para a colônia de Nova Gales do Sul, fundada em 26 de janeiro de 1788. Nas décadas seguintes, os britânicos exploraram e empreenderam a conquista colonial do resto da Austrália. A sua expansão levou ao conflito com os 300 000 a 1 milhão de australianos aborígenes, que tentaram resistir à sua despossessão. A população aumentou de forma constante nos anos seguintes, o continente foi explorado e, durante o século XIX, outros cinco grandes territórios autogovernados foram estabelecidos.
Em 1 de janeiro de 1901, as seis colônias se tornaram uma federação e a Comunidade da Austrália foi formada. Desde a Federação, a Austrália tem mantido um sistema político democrático liberal estável e continua a ser um reino da Commonwealth. A população do país é de 23,4 milhões de habitantes, com cerca de 60% concentrados em torno das capitais continentais estaduais de Sydney, Melbourne, Brisbane, Perth e Adelaide. Sua capital é Camberra, localizada no Território da Capital Australiana.
Tecnologicamente avançada e industrializada, a Austrália é um próspero país multicultural e tem excelentes resultados em muitas comparações internacionais de desempenhos nacionais, tais como saúde, esperança de vida, qualidade de vida, desenvolvimento humano, educação pública, liberdade econômica, bem como a proteção de liberdades civis e direitos políticos. As cidades australianas também rotineiramente situam-se entre as mais altas do mundo em termos de habitabilidade, oferta cultural e qualidade de vida. A Austrália é o país com o quinto maior índice de desenvolvimento humano do mundo (IDH). É membro da Organização das Nações Unidas (ONU), G20, Comunidade das Nações, ANZUS, da Organização para a Cooperação e Desenvolvimento Econômico (OCDE), bem como a Organização Mundial do Comércio (OMC).

## Etimologia
Pronunciado em inglês australiano como [əˈstɹæɪljə, -liə], o nome Austrália vem da palavra em latim australis, que significa "austral", ou seja, "do sul"; e sua origem data de lendas do século II sobre a "terra desconhecida do sul" (terra australis incognita). O país tem sido chamado coloquialmente como Oz desde o início do século XX.N2 Aussie é um termo comum e coloquial para "australiano".N3
Lendas de uma "terra desconhecida do sul" (terra australis incognita) remontam à época romana e eram comuns na geografia medieval, mas não eram baseadas em qualquer conhecimento documentado do continente. O primeiro uso da palavra na Australia em inglês foi em 1625, em "A note of Australia del Espíritu Santo, escrito por Master Hakluyt" e publicado por Samuel Purchas em Hakluytus Posthumus. A forma adjetiva holandesa Australische foi usada pelos holandeses funcionários da Companhia Britânica das Índias Orientais, em Batavia (atual Jacarta, na Indonésia) para se referir à terra recém-descoberta no sul em 1638. O termo Austrália foi utilizado em 1693 uma tradução de Les Aventures de Jacques Sadeur dans la Découverte et le Voyage de la Terre Australe, um romance francês de 1676 de Gabriel de Foigny, sob o pseudônimo de Jacques-Sadeur. Alexander Dalrymple utilizou o termo em An Historical Collection of Voyages and Discoveries in the South Pacific Ocean (1771), referindo-se a toda a região Sul do Pacífico. Em 1793, George Shaw e Sir James Smith publicaram Zoology and Botany of New Holland, na qual escreveram sobre "a ilha grande, ou melhor, os continentes, da Austrália, Australásia ou Nova Holanda". A palavra também apareceu em um gráfico de 1799 de James Wilson.
O nome Austrália foi popularizado por Matthew Flinders, que usou o nome que seria formalmente aprovado em 1804. Ao elaborar o seu manuscrito e as cartas para o seu A Voyage to Terra Australis de 1814, ele foi convencido por seu patrono, Sir Joseph Banks, a usar o termo Terra Australis pois este era o nome mais familiar ao público. Flinders fez isso, mas permitiu-se a uma nota de rodapé:
Se eu tivesse me permitido qualquer tipo de inovação no termo original, teria sido para convertê-lo para Austrália; como sendo mais agradável ao ouvido e uma assimilação com os nomes das outras porções grandes da terra.
Esta é a única ocorrência da palavra Austrália no texto; mas no Apêndice III de General remarks, geographical and systematical, on the botany of Terra Australis, de Robert Brown, o autor faz uso da forma adjetiva australiano, o primeiro uso dessa forma. Apesar da concepção popular, o livro não foi determinante na adoção do nome: o nome veio gradualmente a ser aceito nos dez anos seguintes. Lachlan Macquarie, um governador da Nova Gales do Sul, em seguida usou o termo em seus despachos para a Inglaterra, e em 12 de dezembro de 1817 recomendou ao Instituto Colonial que fosse formalmente adotado. Em 1824, o Almirantado concordou que o continente deveria ser conhecido oficialmente como Austrália.

## História

### Pré-história

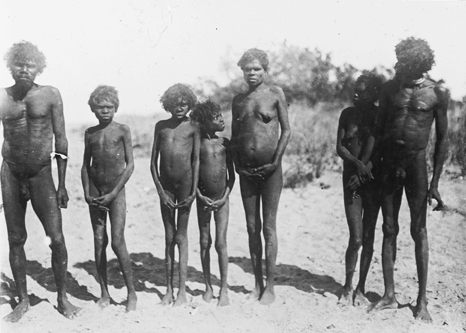
Aborígenes no Território do Norte, 1905

A habitação humana da Austrália teve seu início estimado entre 48 000 e 42 000 anos atrás, possivelmente com a migração de pessoas por pontes de terra e por cruzamentos pelo mar de curta distância, no que é atualmente o sudeste da Ásia.
Estes primeiros habitantes podem ter sido antepassados dos modernos indígenas australianos. Na época da colonização europeia no final do século XVIII, a maioria dos indígenas australianos eram caçadores-coletores, com uma complexa cultura oral e valores espirituais com base em reverência à terra e uma crença no Tempo do Sonho.
Os habitantes das Ilhas do Estreito de Torres, etnicamente melanésios, foram originalmente horticultores e caçadores-coletores.

### Colonização europeia
Embora exista a teoria da descoberta da Austrália pelos portugueses, há quem tenha como o primeiro avistamento europeu registrado do continente australiano e o primeiro desembarque europeu na sua costa foram atribuídos ao navegador holandês Willem Janszoon, que avistou a costa da Península do Cabo York em uma data desconhecida no começo de 1606: ele fez o desembarque em 26 de fevereiro no rio Pennefather na costa ocidental do Cabo York, perto da cidade moderna de Weipa.

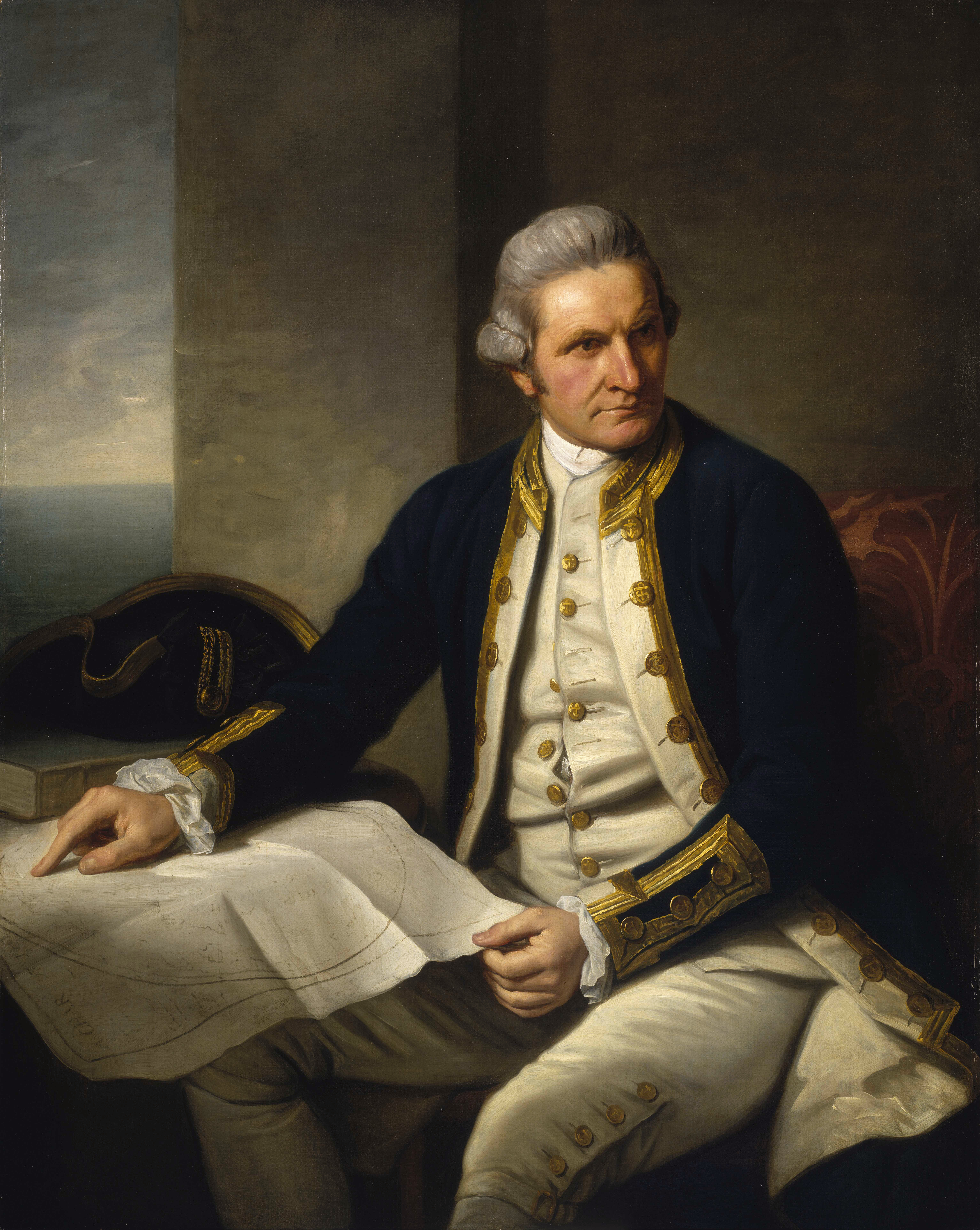
James Cook, o primeiro europeu a mapear a costa leste da Austrália, em 1770

O holandês traçou todo o litoral oeste e norte da "Nova Holanda", durante o século XVII, mas não fez nenhuma tentativa de colonização. Em 1770, James Cook navegou ao longo e mapeou a costa leste da Austrália, que chamou de Nova Gales do Sul e reivindicou para o Reino Unido. As descobertas de Cook prepararam o caminho para a criação de uma nova colônia penal. A colônia da Coroa Britânica de Nova Gales do Sul foi formada em 26 de janeiro de 1788, quando o Capitão Arthur Phillip levou a Primeira Frota à Port Jackson. Esta data tornou-se o Dia da Austrália, o principal feriado nacional do país. A Terra de Van Diemen, hoje conhecida como Tasmânia, foi colonizada em 1803 e tornou-se uma colônia separada em 1825. O Reino Unido reclamou a parte ocidental da Austrália em 1828.
Colônias separadas foram esculpidas a partir de partes de Nova Gales do Sul: Austrália Meridional em 1836, Vitória em 1851, e Queensland em 1859. O Território do Norte foi fundado em 1911, quando ele foi retirado da Austrália Meridional. A Austrália Meridional foi fundada como uma "província livre", que nunca foi uma colônia penal. Vitória e Austrália Ocidental também foram fundadas como "livres", mas depois aceitaram transportar presos. Uma campanha de colonos da Nova Gales do Sul levou ao fim o transporte de condenados para a colônia; o último navio com condenados chegou em 1848.
A população nativa, estimada em 350 000 na época da colonização europeia, diminuiu drasticamente 150 anos após a colonização, principalmente devido a doenças infecciosas. As "gerações roubadas" (remoção de crianças aborígenes de suas famílias), que historiadores como Henry Reynolds alegam que poderia ser considerado um genocídio, pode ter contribuído para o declínio da população indígena.

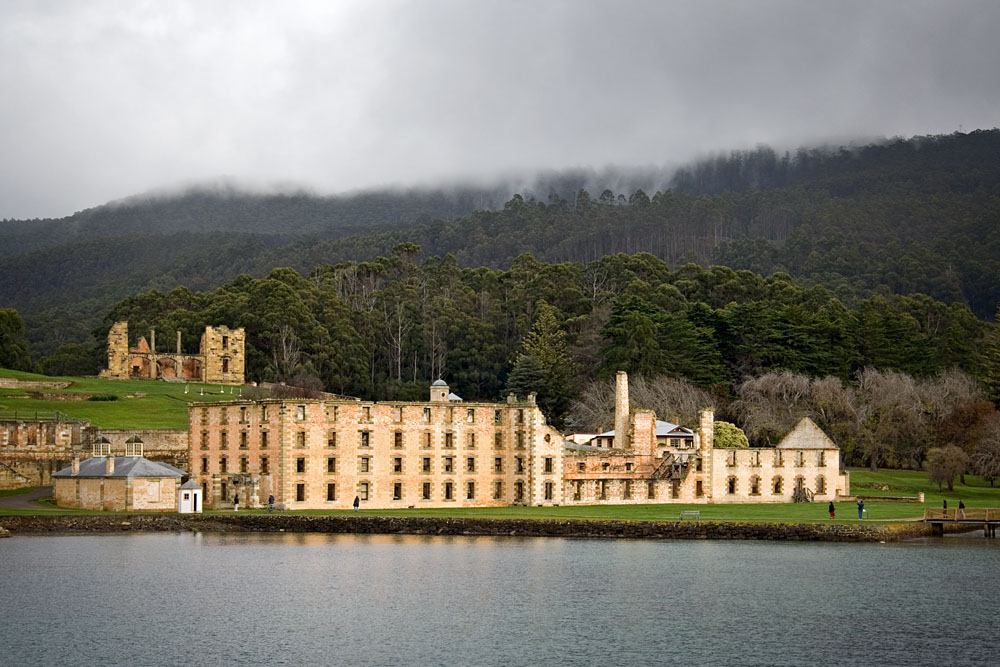
Port Arthur, na Tasmânia, foi a maior prisão da Austrália para degredados.

Tais interpretações da história aborígenes são disputadas por comentaristas conservadores como o ex-primeiro-ministro John Howard como exageradas ou fabricadas por motivos políticos ou ideológicos. Este debate é conhecido na Austrália como as Guerras da História. O governo federal ganhou o poder de fazer leis com relação aos aborígines na sequência do referendo de 1967. A propriedade das terras tradicionais (chamadas native title) não era reconhecida até 1992, quando a Suprema Corte da Austrália, durante o Caso Mabo contra Queensland (No 2), derrubou a noção da Austrália como terra nullius ("terra pertencem a ninguém") antes da ocupação europeia.
A corrida do ouro começou na Austrália no início da década de 1850 e a rebelião de Eureka Stockade contra as taxas de licença de mineração em 1854 foi uma expressão inicial de desobediência civil. Entre 1855 e 1890, as seis colônias individualmente adquiriram um governo responsável, gerindo a maioria dos seus próprios assuntos, enquanto parte restante do Império Britânico. O Instituto Colonial em Londres manteve o controle de alguns assuntos, nomeadamente dos negócios estrangeiros, defesa, e de transporte marítimo internacional.

### Século XX
Em 1 de janeiro de 1901, a federação das colônias foi realizada após uma década de planejamento, consulta e votação. A Comunidade da Austrália foi criada e tornou-se um domínio do Império Britânico em 1907. O Território da Capital Federal (mais tarde rebatizado para Território da Capital da Austrália) foi formado em 1911 como a localização para a futura capital federal de Camberra. Melbourne foi a sede temporária do governo entre 1901 e 1927, enquanto Camberra era construída. O Território do Norte foi transferido do controle do governo da Austrália Meridional para o parlamento federal, em 1911.

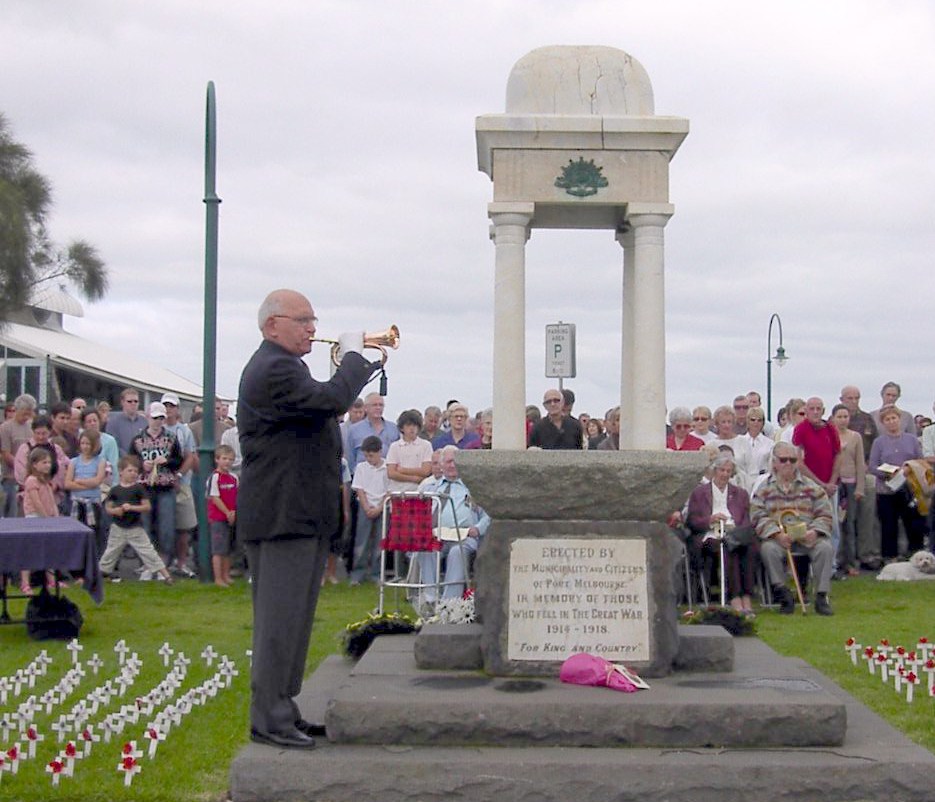
O Last Post é tocado em uma cerimônia do Dia ANZAC, em um subúrbio de Melbourne, Vitória. Cerimônias semelhantes são realizadas na maioria dos subúrbios e vilas

Em 1914, a Austrália foi aliada do Reino Unido durante a Primeira Guerra Mundial, com o apoio do Partido Liberal e do Partido Trabalhista. Os australianos participaram em muitas das grandes batalhas travadas na Frente Ocidental. Dos cerca de 416 000 soldados que serviram, cerca de 60 000 foram mortos e outros 152 000 ficaram feridos. Muitos australianos consideram a derrota da ANZAC (Forças Armadas da Austrália e Nova Zelândia) em Galípoli, atual Turquia, como o nascimento da nação, sua primeira grande ação militar. A Campanha do Trilho de Kokoda é considerada por muitos como um evento definidor análogo da nação na Segunda Guerra Mundial.
O Estatuto de Westminster (1931) terminou formalmente com a maioria das ligações constitucionais entre a Austrália e o Reino Unido. A Austrália adotou o estatuto em 1942, mas com efeitos retroativos a 1939 para confirmar a validade da legislação aprovada pelo Parlamento australiano durante a Segunda Guerra Mundial. O choque da derrota da Inglaterra na Ásia em 1942 e a ameaça da invasão japonesa fez com que a Austrália olhasse para os Estados Unidos como um novo aliado e protetor. Desde 1951, a Austrália tem sido um aliado militar formal dos Estados Unidos, nos termos do tratado ANZUS.
Após a Segunda Guerra Mundial, a Austrália encorajou a imigração da Europa. Desde os anos 1970 e após a abolição da política Austrália Branca, a imigração da Ásia e de outros lugares também foi promovida. Como resultado, a demografia, cultura e autoimagem da Austrália foram transformadas. Os laços constitucionais finais entre a Austrália e o Reino Unido foram cortados com a aprovação do Australia Act 1986, acabando com qualquer papel britânico no governo dos estados australianos e, fechando a possibilidade de recurso judicial para o Privy Council, em Londres. Em um referendo de 1999, 55% dos eleitores australianos e uma maioria em cada estado australiano rejeitou a proposta do país se tornar uma república com um presidente nomeado pelo voto de dois terços de ambas as Casas do Parlamento Australiano. Desde a eleição do Governo Whitlam em 1972, tem existido um foco crescente na política externa dos laços com outras nações do Pacífico, mantendo laços estreitos com os aliados tradicionais da Austrália e com parceiros comerciais.

## Geografia

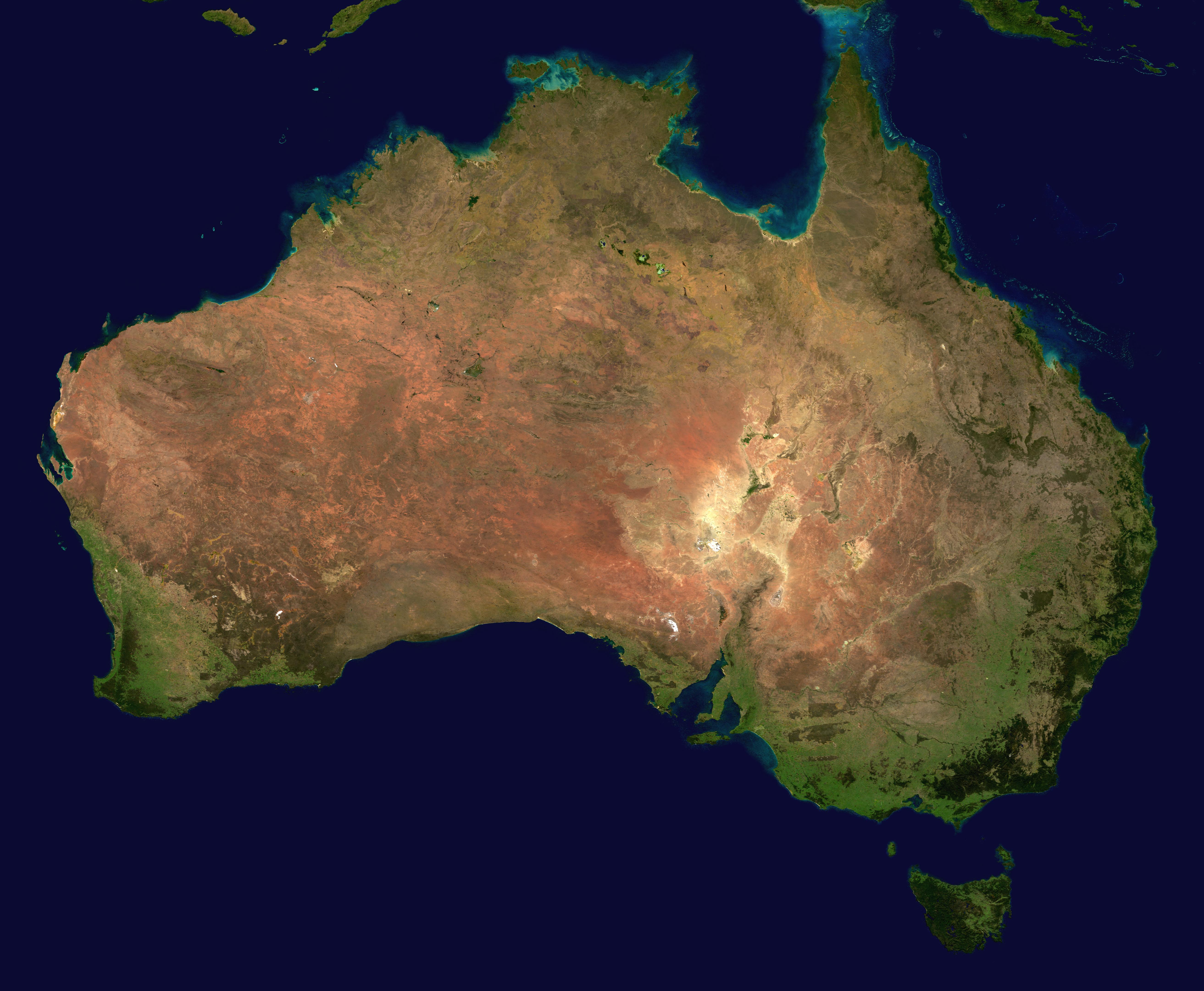
Imagem de satélite da Austrália

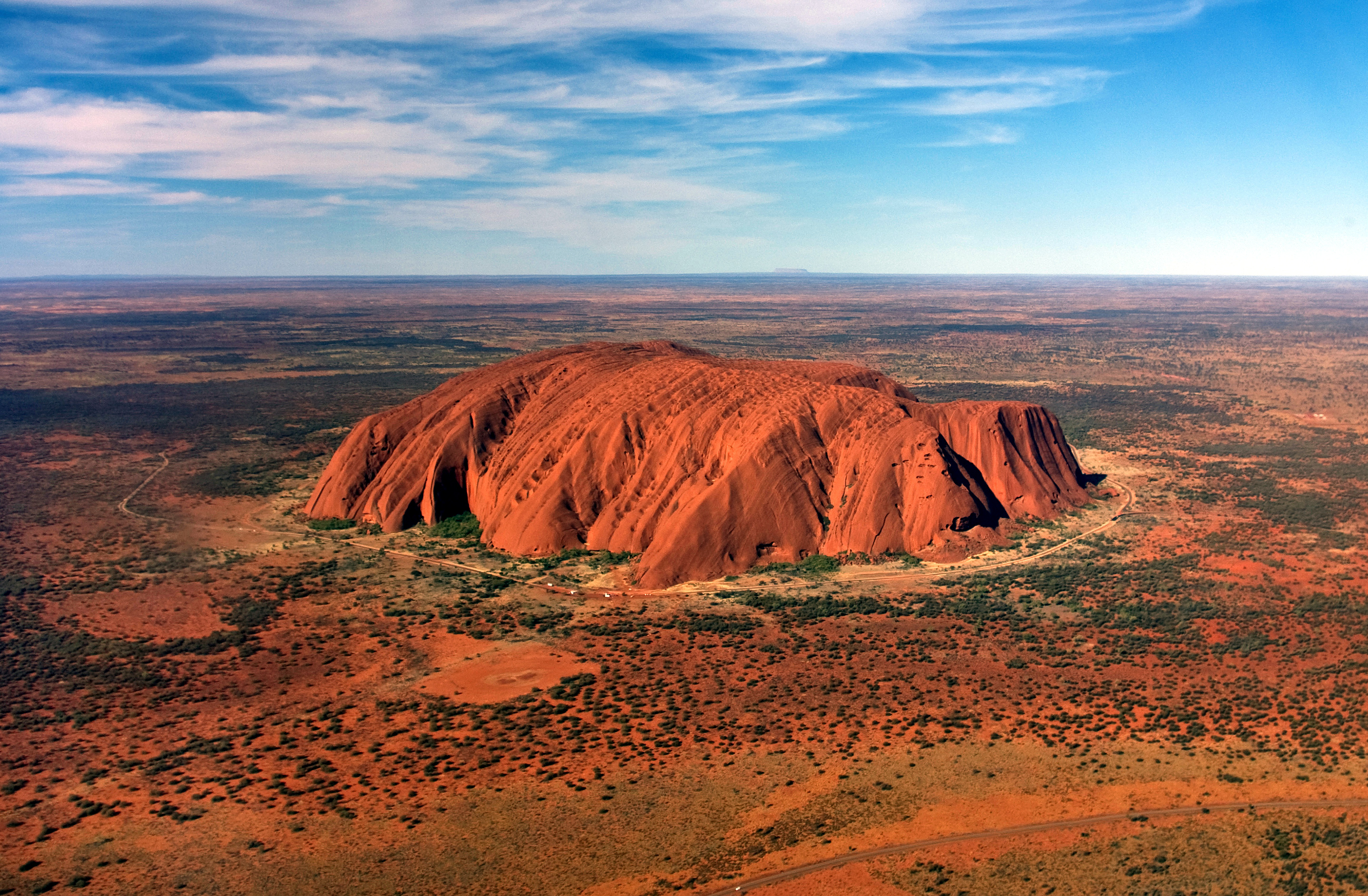
Uluru no Parque Nacional Uluru-Kata Tjuta, Território do Norte, um Patrimônio Mundial pela UNESCO

O território da Austrália tem 7 692 024 km² e está sobre a placa indo-australiana. Rodeado pelos oceanos Pacífico e Índico,N4 o continente é separado da Ásia pelos mares de Arafura e Timor. Apesar de ser considerado o "menor continente do mundo" a Austrália é o sexto maior país em área total, (ficando atrás somente de Rússia, Canadá, China, Estados Unidos e Brasil), e devido ao seu tamanho e isolamento, é muitas vezes apelidada de "ilha continente". É por vezes também considerada a "mais extensa ilha do mundo". Tem 34 218 km de costa (excluindo todas as ilhas em alto-mar) e reivindica uma extensa Zona Econômica Exclusiva de 8 148 250 km². Esta zona econômica exclusiva não inclui o Território Antártico Australiano.
A Grande Barreira de Corais, o maior recife de coral do mundo, encontra-se a uma curta distância da costa nordeste e estende-se por mais de 2 000 km. O Monte Augustus, reivindicado como o maior monólito do mundo, situa-se na Austrália Ocidental. Com 2 228 m, o Monte Kosciuszko, na Grande Cordilheira Divisória, é a montanha mais alta do continente australiano, apesar de o Pico Mawson, localizado no remoto território australiano da Ilha Heard, ser mais alto, com 2 745 m de altura.
O leste da Austrália é marcado pela Grande Cordilheira Divisória que corre paralela à costa de Queensland, Nova Gales do Sul e grande parte de Vitória — embora o nome não seja correto, visto que partes da cordilheira sejam constituídas por morros baixos e as terras mais altas geralmente não ultrapassem os 1 600 m de altura. O planalto costeiro e o cinturão de pastagens Brigalow situam-se entre a costa e as montanhas, enquanto no interior da cordilheira divisória são grandes áreas de pastagens. Estes incluem planícies do oeste de Nova Gales do Sul e do Planalto Einasleigh, Barkly e as terras Mulga do interior de Queensland. O ponto norte da costa leste é a tropical Península do Cabo York.

Austrália segundo a classificação climática de Köppen-Geiger

As paisagens do norte do país, o Top End e o Golfo Country, atrás do Golfo de Carpentária, com seu clima tropical, são compostas por bosques, prados e o deserto. No noroeste do continente existem rochedos de arenito e gargantas The Kimberley e abaixo a região de Pilbara, enquanto que o sul e o interior destes lugares se encontram mais áreas de pastagem. O coração do país é constituído de desertos xéricos, enquanto as características proeminentes do centro e do sul incluem os desertos interiores de Simpson, Tirari-Sturt, Gibson, Great Sandy-Tanami e o Grande Deserto de Vitória com a famosa Planície de Nullarbor na costa sul.
O clima da Austrália é significativamente influenciado pelas correntes oceânicas, incluindo o dipolo do Oceano Índico e o El Niño, que está correlacionado com a seca periódica e o sistema de baixa pressão tropical sazonal que produz ciclones no norte da Austrália. Estes fatores induzem consideravelmente a variação de precipitação de ano para ano. Grande parte do norte do país tem uma chuva de verão tropical predominantemente (monção) climática. A Austrália é o continente mais plano, com os solos mais antigos e menos férteis; o deserto ou terra semiárida conhecida como Outback compõe a maior parte de terra. É o continente habitado mais seco, tendo apenas as partes sudeste e sudoeste um clima temperado. Pouco menos de três quartos da Austrália encontra-se dentro de um deserto ou em zonas semiáridas. O sudoeste da Austrália Ocidental tem um clima mediterrâneo. Grande parte do sudeste (incluindo Tasmânia) é temperado.

### Biodiversidade

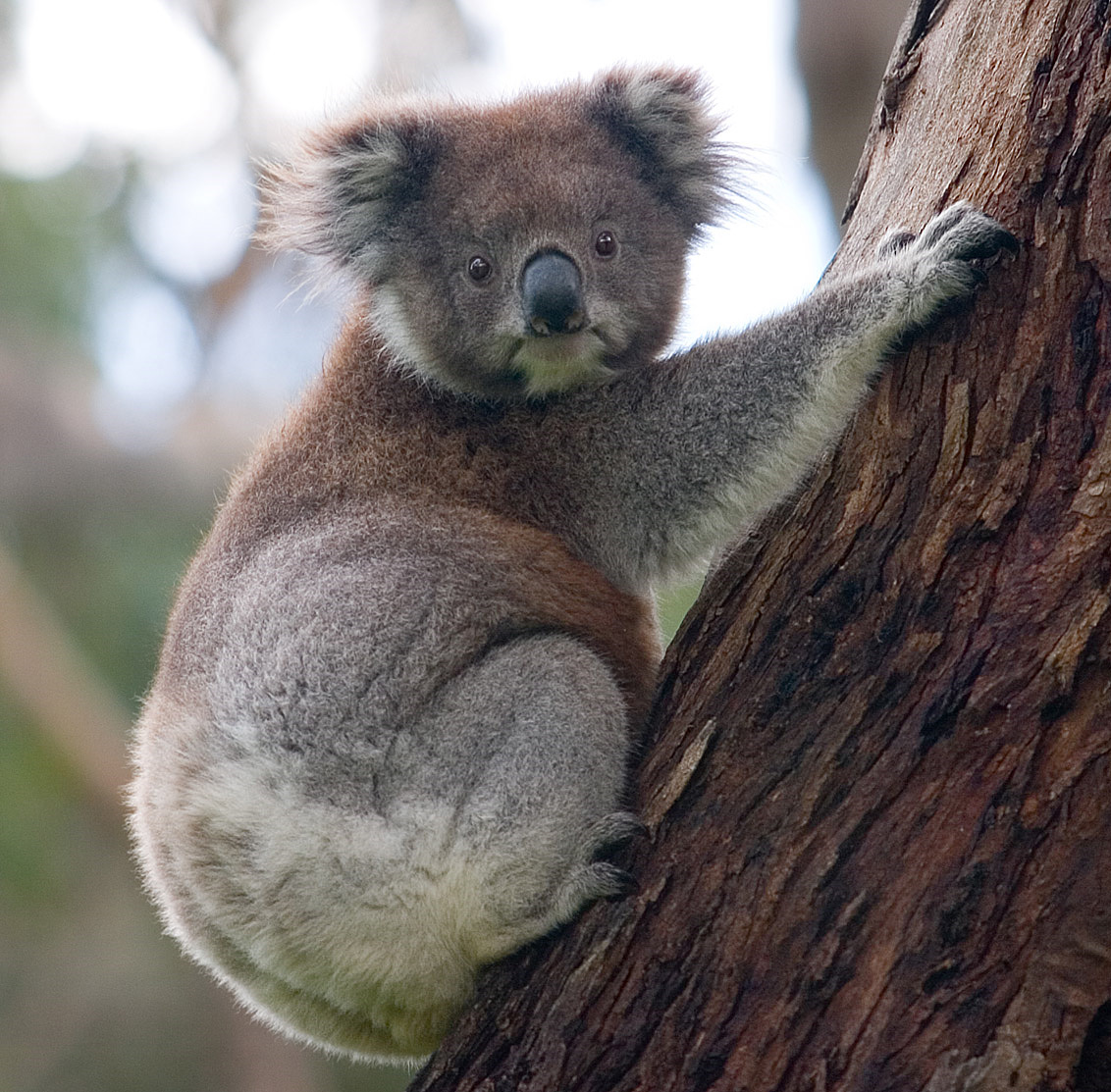
Um coala em um eucalipto: um par icônico da Austrália

Embora a maior parte da Austrália seja semiárida ou desértica, o país possui uma variada gama de habitats (de charnecas alpinas até florestas tropicais), sendo reconhecido como um país megadiverso. Devido à idade avançada do continente, os padrões de tempo são extremamente variáveis e o isolamento geográfico de longo prazo tornou a maior parte da biota da Austrália única e diversificada. Cerca de 85% das plantas com flores, 84% dos mamíferos, mais de 45% das aves e 89% dos peixes costeiros da zona temperada são endêmicos do país. A Austrália tem o maior número de espécies répteis do mundo (755 espécies).
As florestas australianas são maioritariamente constituídas por espécies perenes, particularmente árvores de eucalipto nas regiões mais áridas e acácias nas regiões mais secas e desérticas. Entre os membros mais conhecidos da fauna australiana estão os monotremados (ornitorrinco e equidna-de-focinho-curto), vários marsupiais (como o canguru, coala e os vombates) e aves (como o emu e a kookaburra). A Austrália é o lar de muitos animais perigosos, como algumas das cobras mais venenosas do mundo. O dingo foi introduzido por povos austronésios que tiveram contato com os indígenas australianos por volta de 3000 a.C. Muitas plantas e espécies animais se extinguiram logo após o primeiro povoamento humano, incluindo a megafauna australiana, outros desapareceram com a colonização europeia, entre eles o tilacino.

### Problemas ambientais

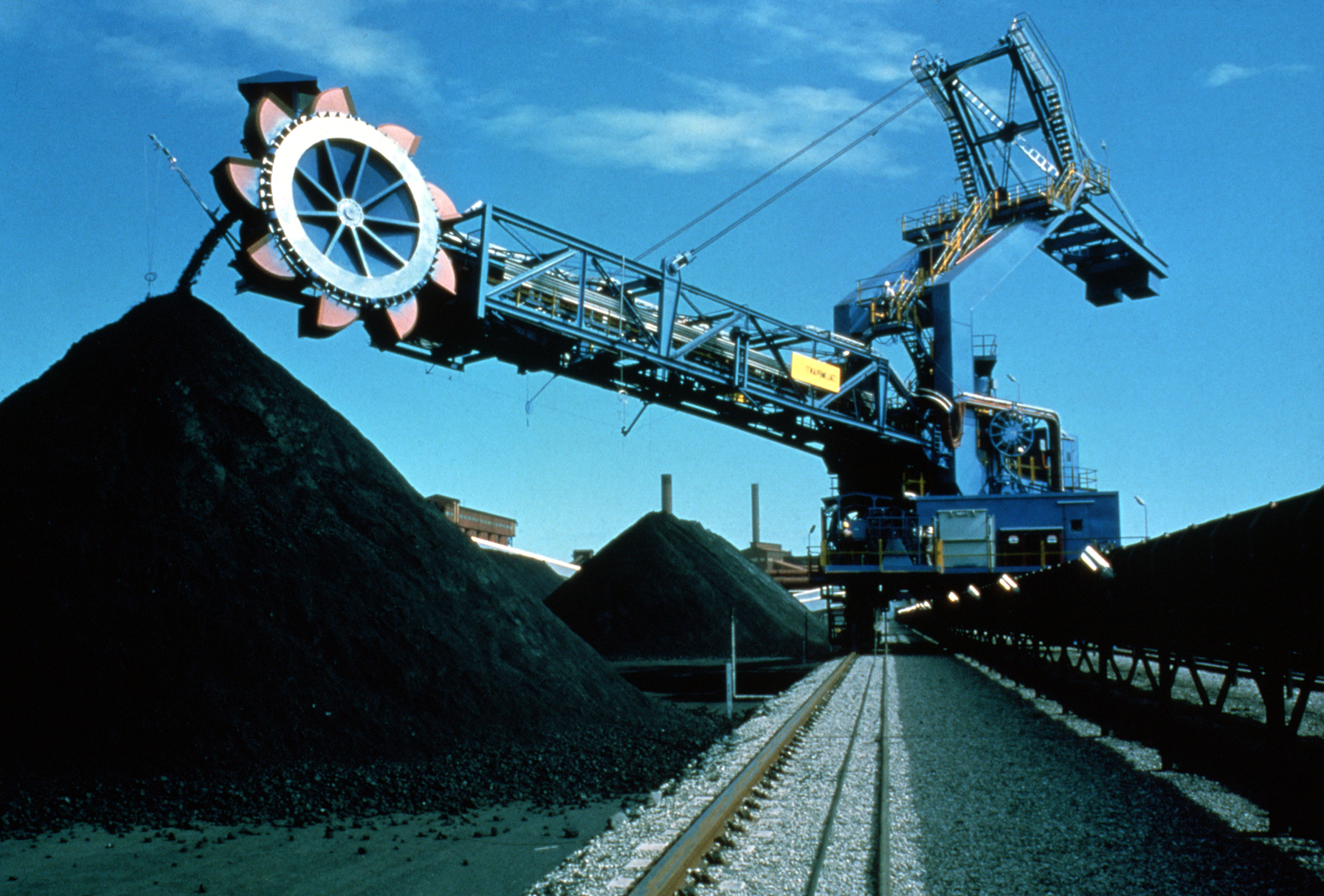
Mina de carvão na Austrália, país que tem uma das maiores taxas de emissão de dióxido de carbono per capita no mundo

Muitas das ecorregiões australianas (e as espécies encontradas nessas regiões) estão ameaçadas pelas atividades humanas e por espécies vegetais e animais invasoras. O Environment Protection and Biodiversity Conservation Act 1999 é o marco legal para a proteção das espécies ameaçadas. Várias áreas protegidas foram criadas no âmbito da "Estratégia Nacional para a Conservação da Diversidade Biológica da Austrália" para proteger e preservar ecossistemas únicos: 65 zonas úmidas são listadas sob a Convenção de Ramsar e 15 Patrimônios Mundiais naturais da Organização das Nações Unidas para a Educação, a Ciência e a Cultura (UNESCO) foram estabelecidos. A Austrália foi classificada em 51º lugar entre 163 países do mundo no Índice de Desempenho Ambiental de 2010.
As mudanças climáticas tornaram-se uma preocupação crescente na Austrália nos últimos anos, com muitos australianos considerando a proteção ao ambiente como a questão mais importante que o país enfrenta. Os primeiros ministérios de Kevin Rudd iniciaram várias atividades de redução de emissões; O primeiro ato oficial de Rudd, em seu primeiro dia no cargo, foi assinar o instrumento de ratificação do Protocolo de Quioto. No entanto, as emissões de dióxido de carbono per capita da Austrália estão entre as mais altas do mundo, inferiores apenas às de algumas nações industrializadas. As chuvas na Austrália aumentaram ligeiramente ao longo do século passado a nível nacional, enquanto as temperaturas médias anuais aumentaram significativamente nas últimas décadas. As restrições do uso de água estão atualmente em vigor em muitas regiões e cidades da Austrália, em resposta à escassez crônica devido ao aumento da população urbana e às secas localizadas.

## Demografia

### Composição étnica

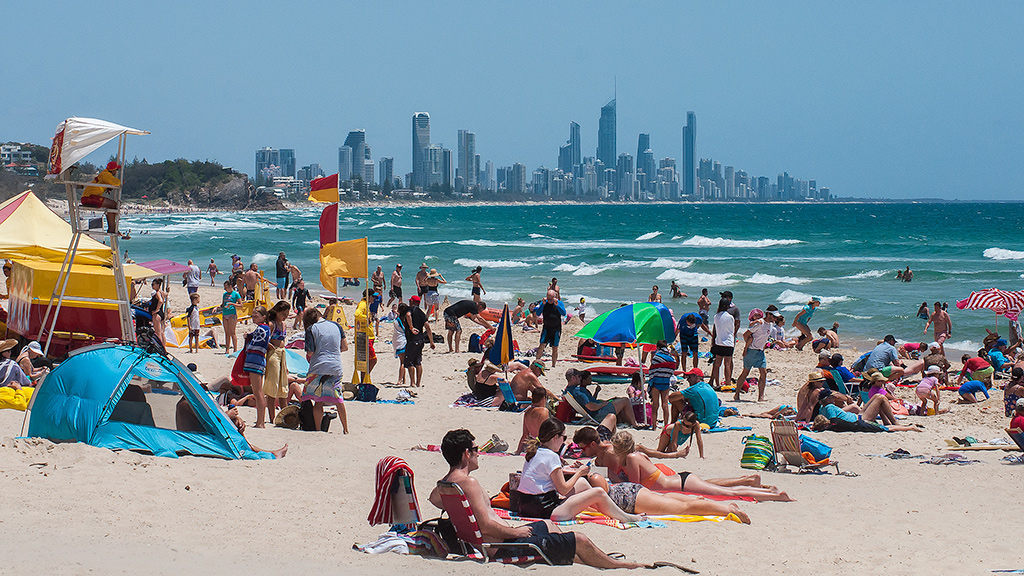
Quase três quartos dos australianos vivem em áreas metropolitanas e zonas costeiras. A praia é uma parte integrante da identidade australiana. Na imagem, praia na cidade de Gold Coast, Queensland

A Austrália tem uma população total de mais de 27 milhões de pessoas (2024), com quase 76% destes tendo ascendência europeia. Por gerações, a grande maioria dos imigrantes vinha das Ilhas Britânicas, e os povos da Austrália ainda são principalmente de origem étnica britânica ou irlandesa. No censo australiano de 2006, a ascendência mais indicada foi australiana (37,13%), seguida pela inglesa (31,65%), irlandesa (9,08%), escocesa (7,56%), italiana (4,29%), alemã (4,09%), chinesa (3,37%) e grega (1,84%).
As populações indígenas dos aborígines e dos habitantes das Ilhas do Estreito de Torres foi estimada em 984 000 pessoas (3,8% da população total do país) em 2021
, um aumento significativo de 115 953 habitantes no censo de 1976. Um grande número de povos indígenas não são identificados no censo devido a contagem incompleta e casos em que a condição indígena não é registrada no formulário. Os indígenas australianos possuem taxas superiores à média de prisão e de desemprego, além de baixos níveis de escolaridade e expectativa de vida para homens e mulheres, que são de 11 a 17 anos inferiores aos índices dos australianos não indígenas. Algumas comunidades indígenas remotas foram descritas como estando em condição similar à de um "Estado falhado".
Em comum com muitos outros países desenvolvidos, a Austrália está passando por uma mudança demográfica para uma população mais velha, com mais aposentados e menos pessoas em idade ativa. Em 2004, a idade média da população civil era de 38,8 anos. Um grande número de australianos (759 849 para o período 2002–03) vive fora do seu país de origem.

### Imigração
A população da Austrália quadruplicou desde o fim da Primeira Guerra Mundial, estimulada por um programa ambicioso de imigração. Após a Segunda Guerra Mundial e até 2000, quase 5,9 milhões do total da população estabelecida no país eram novos imigrantes, o que significa que quase dois em cada sete australianos nasceram no exterior. A maioria dos imigrantes são qualificados, mas a quota de imigração inclui categorias de membros da família e dos refugiados. O governo federal estima que o corte de imigração de 280 000 para sua meta de 180 000 irá resultar em uma população de 36 milhões em 2050.
Em 2001, 23,1% dos australianos haviam nascido no estrangeiro: os cinco maiores grupos de imigrantes eram os do Reino Unido, Nova Zelândia, Itália, Vietnã e República Popular da China. Após a abolição da política Austrália Branca em 1973, inúmeras iniciativas governamentais foram criadas para incentivar e promover a harmonia racial com base em uma política de multiculturalismo. A meta de migração para julho de 2006 foi de 144 000 pessoas. A quota de imigração total para setembro de 2008 foi de cerca de 300 mil, seu nível mais elevado desde que o Departamento de Imigração foi criado após a Segunda Guerra Mundial.

### Cidades mais populosas
A densidade populacional, de 2,8 hab,/km², está entre as mais baixas do mundo, embora uma grande parte da população esteja concentrada no litoral temperado do sudeste.

### Religião
Religião na Austrália (Dados do governo, censo de 2021)
A Austrália não tem uma religião oficial, embora a Igreja Anglicana seja reconhecida como a igreja nacional dos australianos britânicos e durante muito tempo foi a maior igreja cristã do país. O perfil religioso do país vem mudando nos últimos anos, com o aumento da secularização e da diversidade religiosa. Em 1991, 74% dos australianos identificavam-se como cristãos, percentagem que caiu para 52,1% em 2016. No mesmo período, a percentagem de pessoas sem religião cresceu de 12,9% para 30,1%. Seguidores de outras religiões, que somavam apenas 2,6% em 1991, cresceram para 8,2% em 2016.
No censo de 2016, 52,1% dos australianos declararam-se cristãos, sendo 22,6% católicos, 13,3% anglicanos e 14,3% protestantes de outras denominações. O segundo maior segmento religioso na Austrália é o islamismo (2,6%), seguido pelo budismo (2,4%), o hinduísmo (1,9%) e o siquismo (0,5%).
O comparecimento semanal em cultos da igreja, em 2004, foi de cerca de 1,5 milhão: cerca de 7,5% da população. A religião não desempenha um papel central na vida de grande parte da população.

### Idioma
Embora a Austrália não tenha uma língua oficial, o inglês é tão arraigado que se tornou a língua nacional de facto. O inglês australiano é uma variante da língua, com sotaque e léxico distintos. A gramática e a ortografia são semelhantes às do inglês britânico com algumas exceções notáveis. Segundo o censo de 2006, o inglês é a única língua falada em casa por cerca de 79% da população. As outras línguas mais comumente faladas em casa são o italiano (1,6%), o grego (1,3%) e o cantonês (1,2%); uma proporção considerável de imigrantes de primeira e de segunda geração são bilíngues.
Estima-se que existiam entre duzentas e trezentas línguas indígenas australianas na época do primeiro contato com os europeus, das quais apenas 70 sobreviveram até os dias atuais. Muitas destas são exclusivamente faladas por pessoas mais velhas, apenas 18 línguas indígenas ainda são faladas por todos os grupos etários. Na época do censo 2006, 52 000 indígenas australianos, o que representa 12% da população indígena, relataram que falavam alguma língua indígena em casa. A Austrália tem uma língua de sinais conhecida como Auslan, que é a língua principal de aproximadamente 5 500 pessoas surdas.

## Governo e política
A Austrália é uma monarquia constitucional com uma divisão de poder federal. O país tem um sistema de governo parlamentarista com o rei Carlos III como monarca, um papel que é diferente da sua posição como rei nos outros reinos da Commonwealth. Como o rei reside no Reino Unido, os poderes executivos investidos nele pela Constituição são normalmente exercidos pelos seus representantes na Austrália (o Governador-Geral, em nível federal e os governadores, em nível estadual), por convenção sobre os conselhos dos ministros do Rei.
O governo federal está dividido em três ramos: o Parlamento bicameral, composto pelo Rei (representado pelo Governador-Geral), o Senado e a Câmara dos Representantes; o Conselho Executivo Federal, na prática, o governador-geral como aconselhado pelo Primeiro-Ministro e os Ministros de Estado; e a Suprema Corte da Austrália e de outros tribunais federais, cujos juízes são nomeados pelo Governador-Geral em pareceres do Conselho.

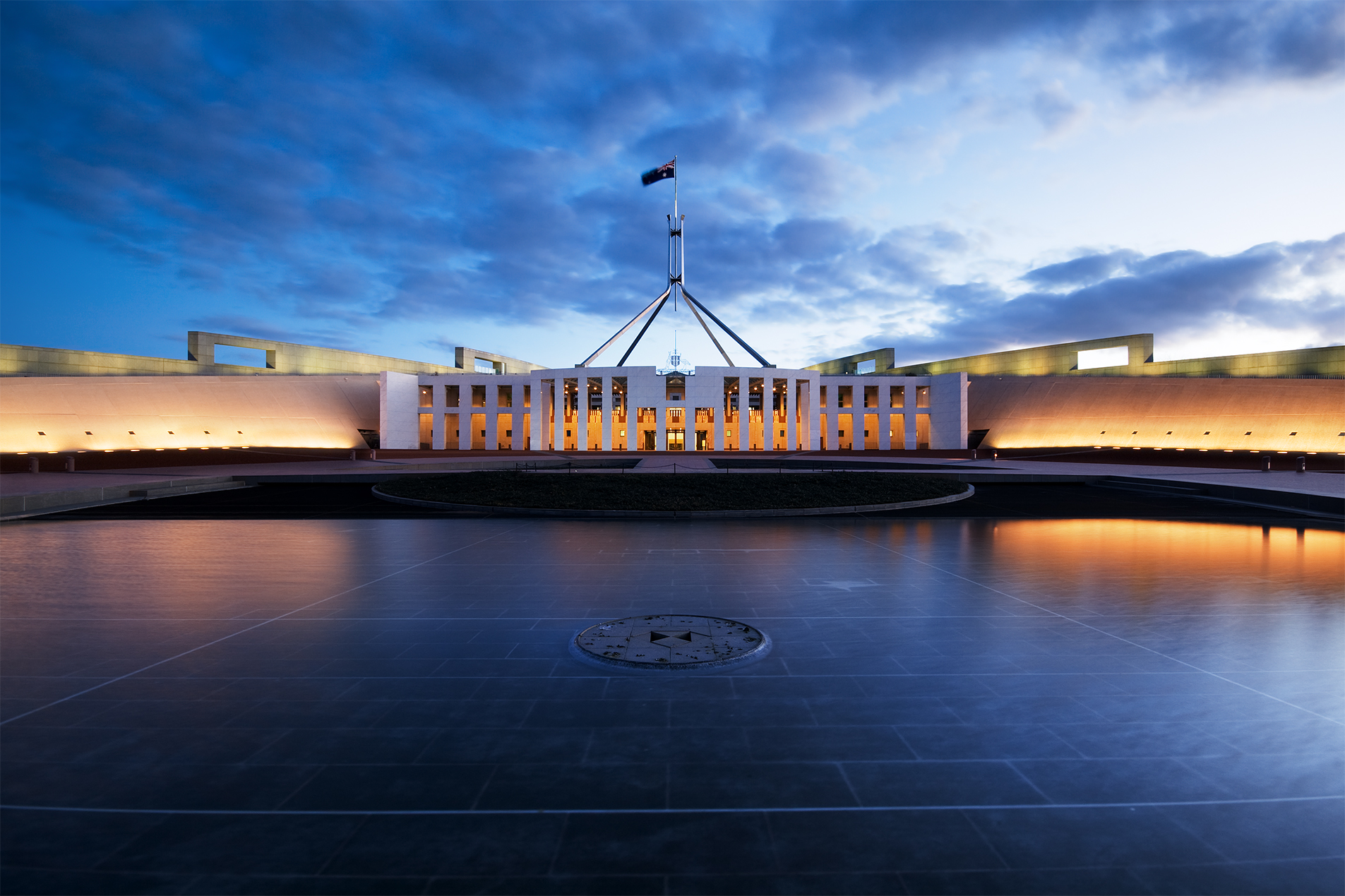
A sede do Parlamento australiano, em Camberra, inaugurada em 1988

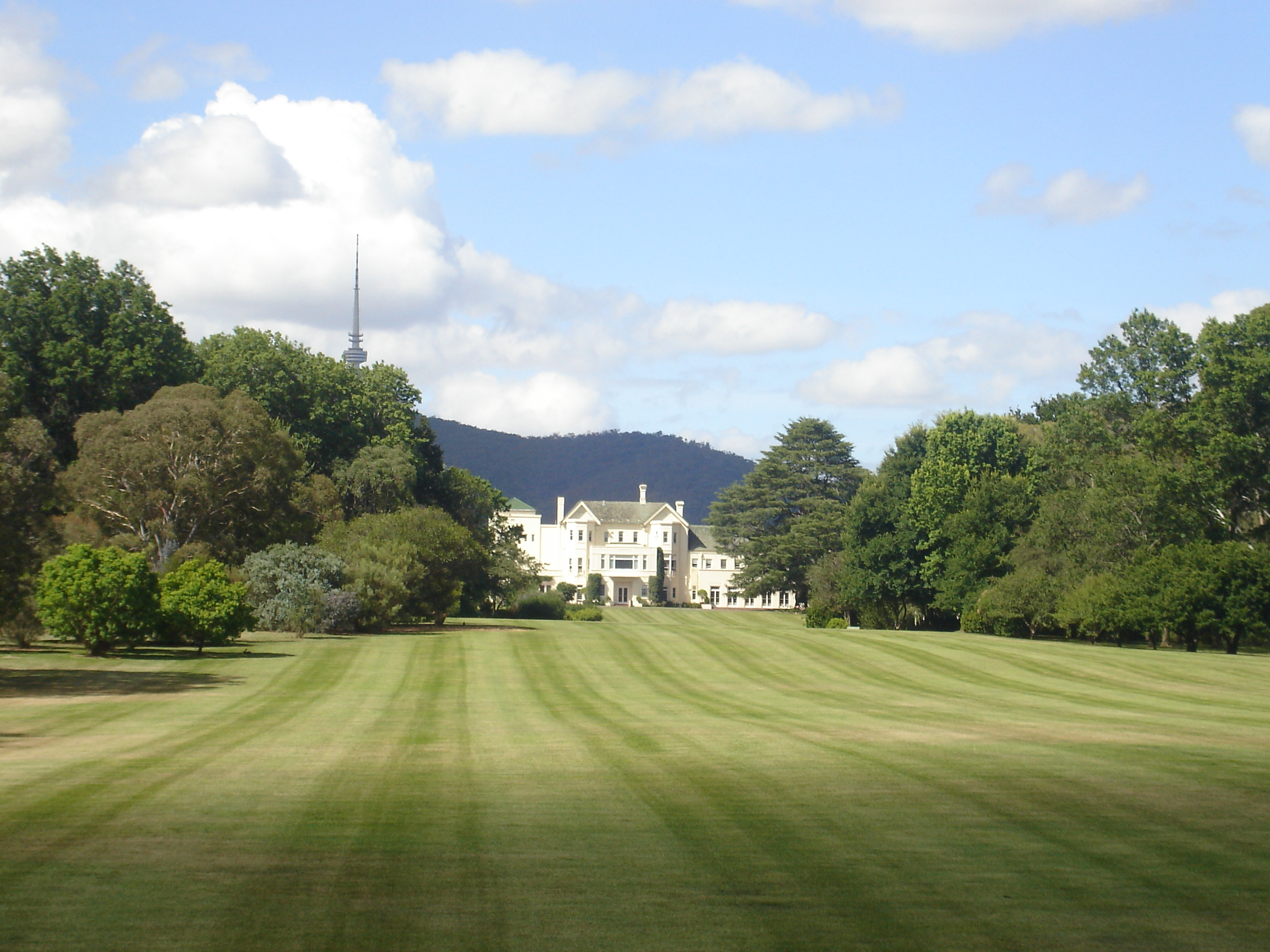
Residência oficial do Governador-Geral da Austrália

No Senado, a câmara alta, existem 76 senadores: doze por cada estado e dois por cada território do continente (o Território da Capital da Austrália e Território do Norte). A Câmara dos Representantes (câmara baixa) tem 150 membros eleitos de um único membro das divisões eleitorais, vulgarmente conhecido como "eleitorado", atribuído aos estados em função da população, com cada estado original garantido um mínimo de cinco lugares. Eleições para ambas as câmaras são normalmente realizadas a cada três anos, simultaneamente, os senadores têm sobreposição de mandatos de seis anos, exceto para aqueles representantes dos territórios, que só têm mandato de três anos, portanto, apenas 40 dos 76 lugares do Senado são colocados a cada eleição a menos que o ciclo seja interrompido por uma dissolução dupla.
O sistema eleitoral da Austrália utiliza o voto preferencial em todas as eleições da câmara baixa com exceção da Tasmânia e do TCA, que juntamente com o Senado e a maioria das casas de estado superior combina-o com a representação proporcional em um sistema conhecido como o voto único transferível. O voto é obrigatório para todos os cidadãos com dezoito anos ou mais registrados em cada jurisdição, assim como é o registro (com exceção da Austrália Meridional).
Há dois grandes grupos políticos que costumam formar governo federal e dos estados: o Partido Trabalhista Australiano e a Coalizão, que é um agrupamento formal do Partido Liberal da Austrália e seu sócio minoritário, o Partido Nacional da Austrália. Membros independentes e vários pequenos partidos, incluindo os Verdes e os Democratas Australianos, alcançaram representação no parlamento australiano, principalmente em casas superiores.
Apesar de o Primeiro-Ministro ser nomeado pelo Governador-Geral, na prática, o partido com apoio da maioria na Câmara dos Representantes forma o governo e seu líder se torna o Primeiro-Ministro. Julia Gillard se tornou a primeira mulher primeira-ministra em junho de 2010. Anthony Albanese, do Partido Trabalhista, é o atual primeiro-ministro desde maio de 2022.

### Relações internacionais e forças armadas

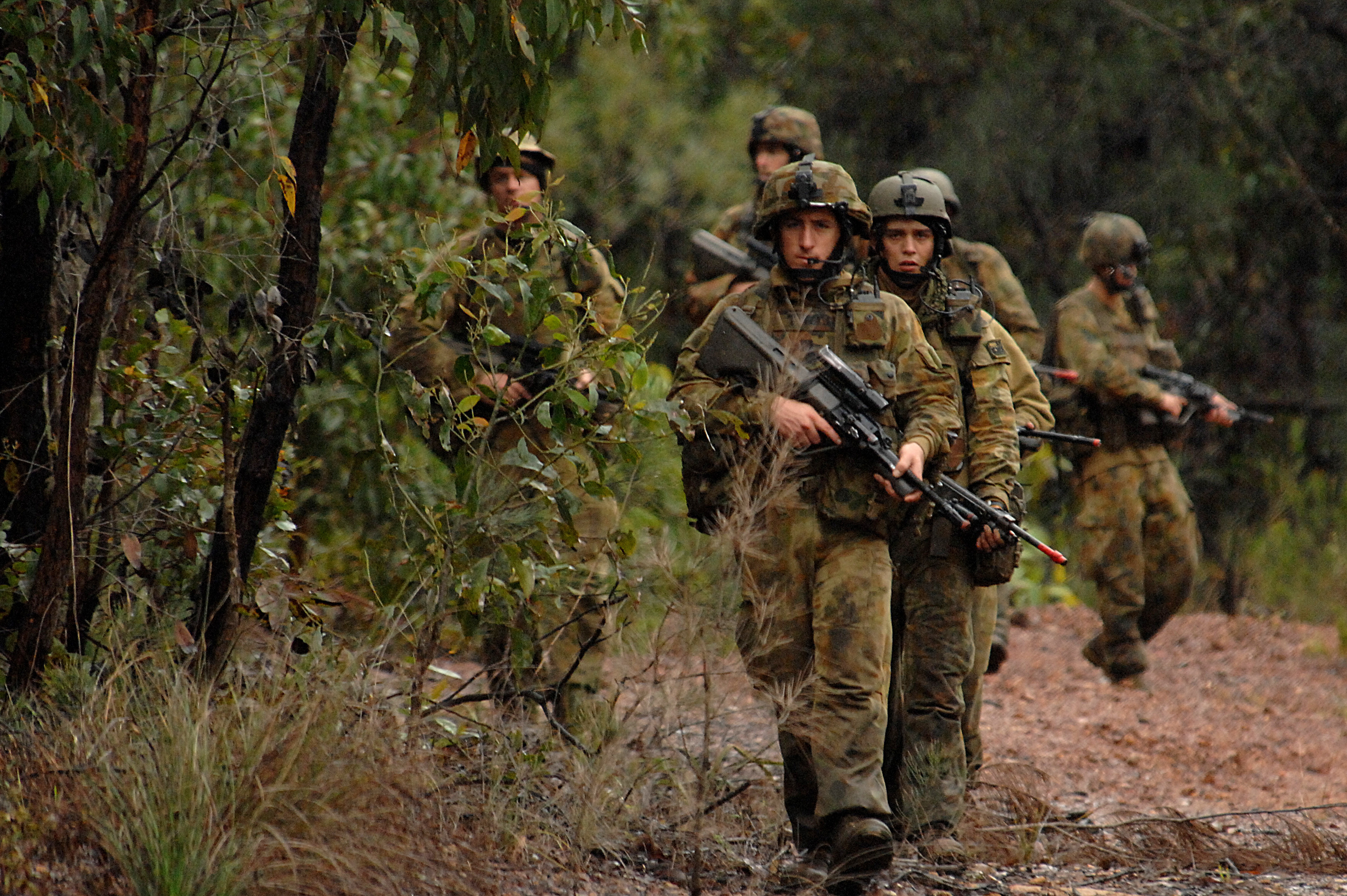
Soldados do Exército da Austrália realizam uma patrulha a pé durante um exercício de treinamento conjunto com as Forças Armadas dos Estados Unidos na Baía Shoalwater (2007)

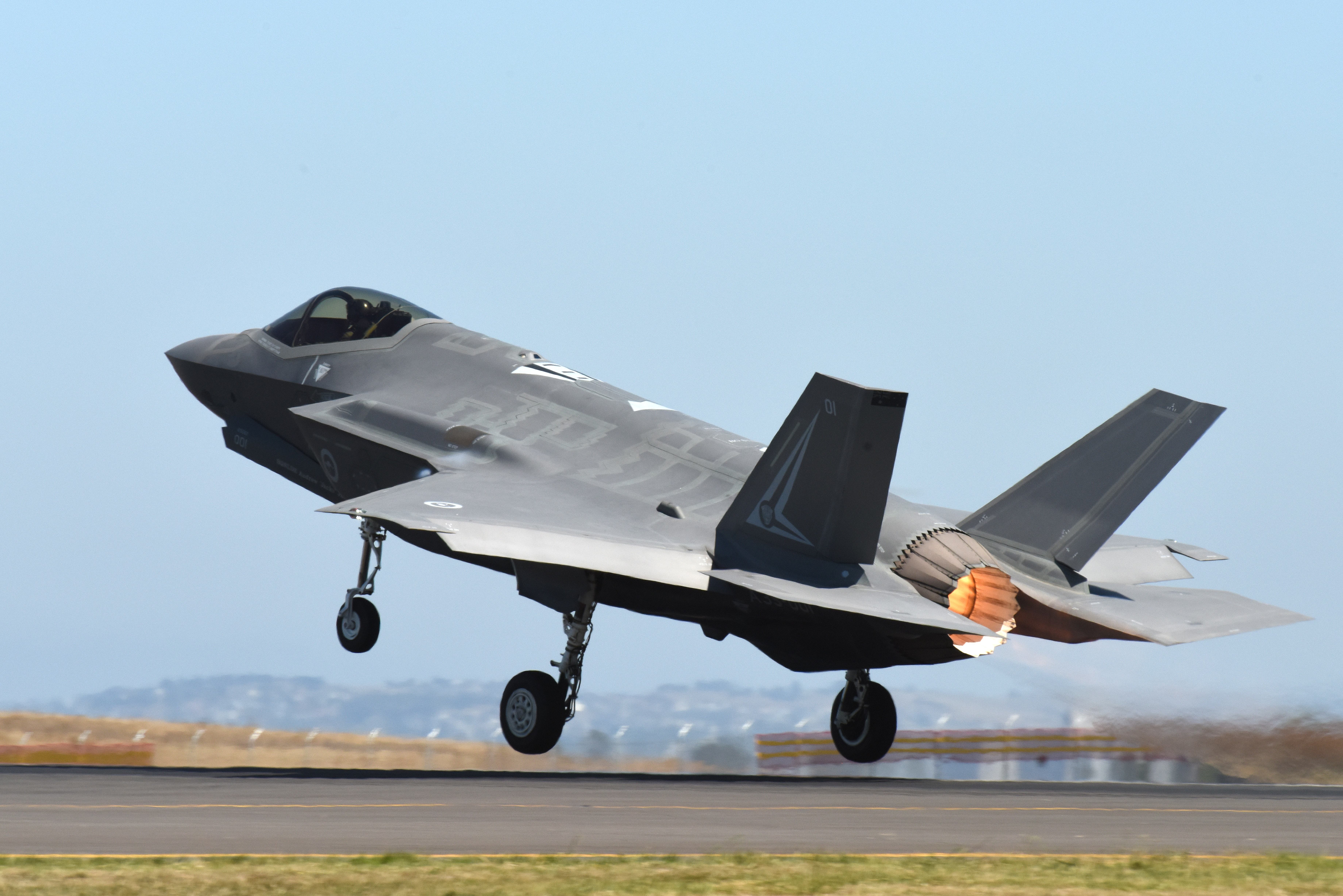
Caça F-35 da Força Aérea Real Australiana

Nas últimas décadas, as relações exteriores da Austrália têm sido motivadas por uma associação estreita com os Estados Unidos através do pacto ANZUS, e pelo desejo de desenvolver relações com a Ásia e com o Pacífico, nomeadamente através da Associação de Nações do Sudeste Asiático (ASEAN) e do Fórum das Ilhas do Pacífico. Em 2005, a Austrália garantiu um lugar inaugural da Cúpula do Leste Asiático após a sua adesão ao Tratado de Amizade e Cooperação no Sudeste Asiático. A Austrália é um membro da Commonwealth of Nations.
A Austrália tem prosseguido com a causa da liberalização do comércio internacional. Isto levou a formação do Grupo de Cairns e da Cooperação Econômica da Ásia e do Pacífico. A Austrália é um membro da Organização para a Cooperação e Desenvolvimento Econômico e da Organização Mundial do Comércio e exerceu várias grandes acordos bilaterais de livre comércio, mais recentemente, o acordo de livre comércio Austrália — Estados Unidos e estreitamento das relações econômicas com a Nova Zelândia. Em 2010, a Austrália estava negociando um acordo de livre comércio com o Japão, com o qual a Austrália tem estreitos laços econômicos como um parceiro confiável na região da Ásia-Pacífico.
Junto com a Nova Zelândia, o Reino Unido, a Malásia e Singapura, a Austrália é parte do Five Power Defence Arrangements, um acordo de defesa regional. Um país membro fundador das Nações Unidas, a Austrália é fortemente comprometida com o multilateralismo, e mantém um programa de ajuda internacional ao abrigo do qual cerca de 60 países recebem assistência. O orçamento para 2005–06 prevê 2,5 bilhões de dólares para ajuda ao desenvolvimento; como em percentagem do PIB, esse percentual é menor do que o recomendado nas Metas de desenvolvimento do milênio das Nações Unidas. A Austrália foi classificada em 2008 em sétimo lugar pelo Centro para o Desenvolvimento Global no Compromisso com o Índice de Desenvolvimento.
As Forças Armadas da Austrália são compostas pela Marinha Real Australiana (Royal Australian Navy), a Força Aérea Real Australiana (Royal Australian Air Force) e o Exército Australiano (Australian Army), totalizando um contingente de 80 561 pessoas (incluindo 55 068 regulares e 25 493 reservistas). O papel titular do comandante-em-chefe é atribuída ao governador-geral, que nomeia um chefe das Forças de Defesa de uma das Forças Armadas com base no parecer do governo. As operações diárias das forças armadas estão sob o comando do Chefe, enquanto a mais ampla administração e formulação da política de defesa é feita pelo Ministro do Departamento de Defesa.
No orçamento de 2010–11, as despesas para defesa foram de 25,7 bilhões de dólares australianos, representando o 14º maior orçamento de defesa no mundo, mas representando apenas 1,2% dos gastos militares globais. A Austrália esteve envolvida missões de paz, socorro, e conflitos armados regionais e da ONU, que atualmente destacam cerca de 3 330 integrantes das forças armadas em diferentes capacidades em 12 operações no exterior em diversas áreas, incluindo Timor-Leste, Ilhas Salomão e Afeganistão.

## Subdivisões
A Austrália é formada por seis estados — Nova Gales do Sul, Queensland, Austrália Meridional, Tasmânia, Vitória, Austrália Ocidental e dois territórios, o Território do Norte e Território da Capital Australiana (TCA). Na maioria dos aspectos, estes dois territórios funcionam como os estados, mas o Parlamento da Comunidade pode substituir toda a legislação dos respectivos parlamentos. Em contrapartida, a legislação federal apenas substitui a legislação do estado em determinadas áreas que são definidos no artigo 51º da Constituição da Austrália.
Cada estado e território continental importante tem a sua própria legislação ou parlamento: unicameral no Território do Norte, no TCA e em Queensland e bicameral nos demais estados. Os Estados são soberanos, embora sujeitos a certas competências da Comunidade, tal como definido pela Constituição. A câmara baixa é conhecida como a Assembleia Legislativa (Casa da Assembleia na Austrália do Sul e Tasmânia) e a câmara alta é conhecida como Conselho Legislativo. O chefe do governo em cada estado é o Primeiro-Ministro e em cada território, o Ministro-Chefe.
O governo federal administra diretamente os seguintes territórios:
- Território da Baía Jervis, uma base naval e um porto marítimo para a capital do país que anteriormente era parte da Nova Gales do Sul;
- Ilha Christmas e Ilhas Cocos (Keeling);
- Ilhas Ashmore e Cartier;
- Ilhas do Mar de Coral;
- Ilha Heard e Ilhas McDonald;
- Território Antártico Australiano (suspenso pelo Tratado da Antártica).

A Ilha Norfolk também é, tecnicamente, um território externo, no entanto, sob a lei de 1979 da Ilha Norfolk, quando foi concedida mais autonomia à ilha e um governado local regido por sua própria assembleia legislativa.

## Economia

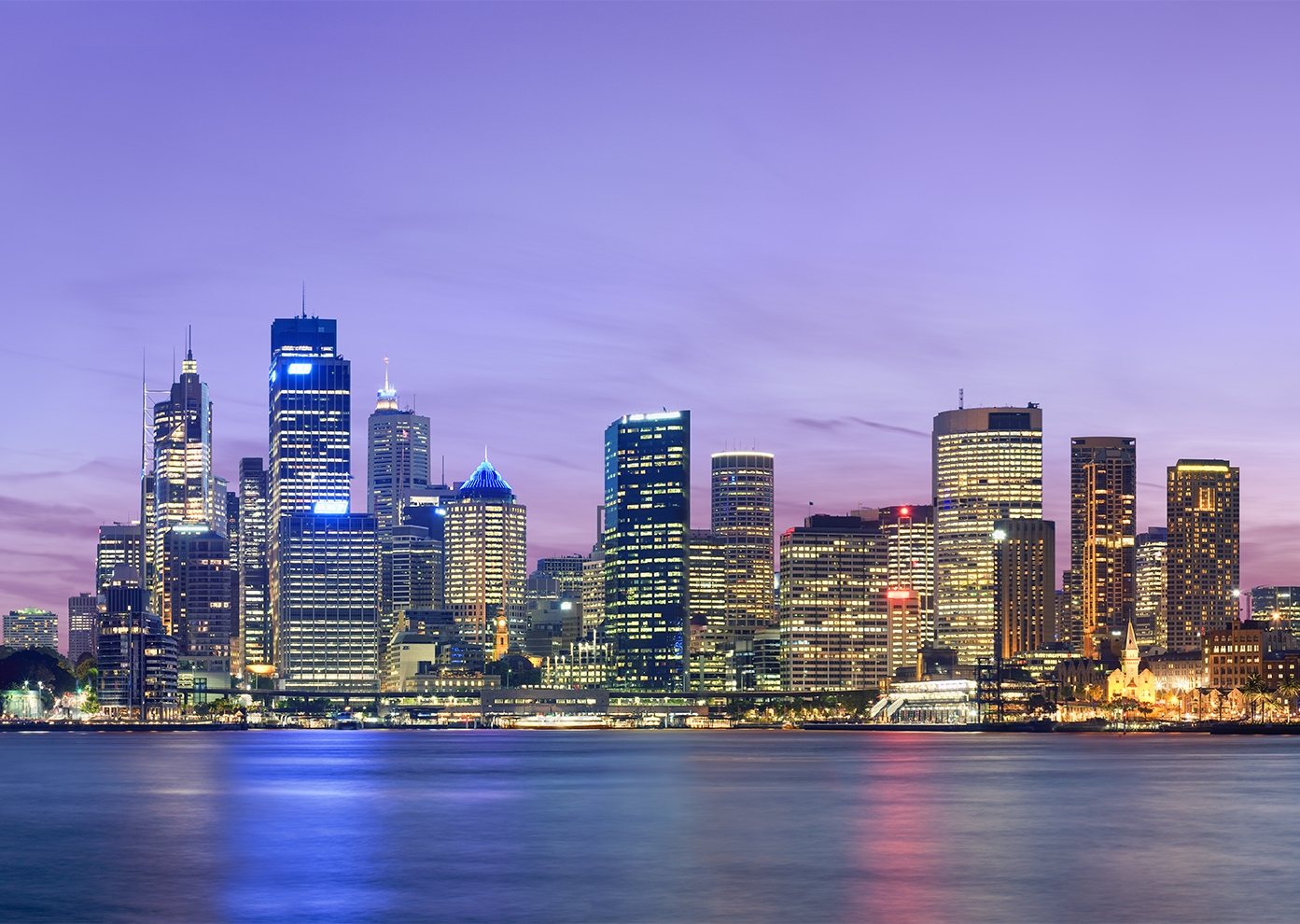
Centro financeiro de Sydney, a maior cidade do país

Principais produtos de exportação da Austrália em 2019

A economia da Austrália tem como maiores bases econômicas a mineração (o país é o 2º maior exportador mundial de carvão e o 10º maior exportador de gás natural, o maior produtor mundial de minério de ferro, bauxita e opala, e o 2º maior produtor mundial de ouro, manganês e chumbo, entre outros), a pecuária (o país era, em 2018, o maior produtor de lã do mundo e o 5º maior produtor de carne bovina), o turismo (foi o 7º maior do mundo em receitas turísticas em 2018) e a agricultura (o país é um dos 10 maiores produtores mundiais de trigo, cevada e cana-de-açúcar e também de vinho).
A Austrália tem uma economia de livre mercado com elevado PIB per capita e baixa taxa de pobreza. O dólar australiano é a moeda oficial da nação e também da Ilha Christmas, Ilhas Cocos (Keeling) e Ilha Norfolk, bem como dos independentes Estados-ilhas do Pacífico Kiribati, Nauru e Tuvalu. Após a fusão de 2006 da Australian Stock Exchange e da Sydney Futures Exchange, a Australian Securities Exchange é agora a nona maior bolsa de valores do mundo.
Durante quase um século (até as primeiras décadas do séc. XX), vigorou no país o free banking (sistema bancário sem regulamentações), quando era permitido aos bancos particulares, a emissão de moeda privada. Em terceiro lugar no Índice de Liberdade Econômica (2010), a Austrália é a décima terceira maior economia do mundo e tem o décimo terceiro maior PIB per capita, maior que o do Reino Unido, Alemanha, França, Canadá e Japão, e em par com o dos Estados Unidos. O país foi classificado em segundo lugar no Índice de Desenvolvimento Humano (IDH) de 2013 das Nações Unidas, em primeiro lugar no Índice de Prosperidade de 2008 da Legatum e em sexto lugar no Índice de Qualidade de Vida da The Economist de 2005. Todas as grandes cidades da Austrália estão em boa classificação de habitabilidade nas pesquisas comparativas mundiais; Melbourne atingiu o segundo lugar na lista "Cidades Mais Habitáveis do Mundo" de 2008 da revista The Economist, seguida de Perth, Adelaide e Sydney, em quarto, sétimo e nono lugar, respectivamente.
A ênfase na exportação de commodities, em vez de bens manufaturados, apoiou um aumento significativo nos termos de troca da Austrália desde o início do século XX, devido ao aumento dos preços das commodities. A Austrália tem uma balança de pagamentos que é mais de 7% negativa e teve déficits persistentemente elevados em conta corrente por mais de 50 anos. A Austrália tem crescido a uma taxa média anual de 3,6% ao ano por mais de 15 anos, em comparação com a média anual da OCDE que é de 2,5%. A Austrália foi um dos poucos países da OCDE que conseguiu evitar uma recessão econômica técnica durante a crise econômica de 2008–2009.

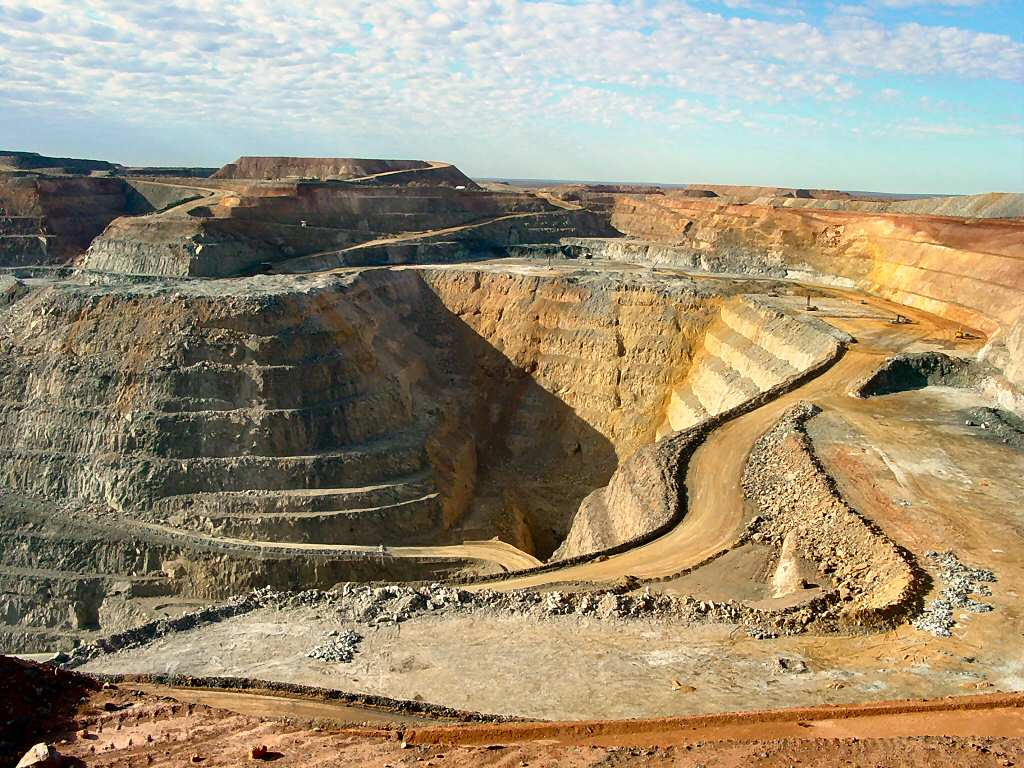
A Super Pit em Kalgoorlie-Boulder, a maior mina a céu aberto da Austrália

O governo de John Howard seguiu com uma desregulamentação parcial do mercado de trabalho e um processo de privatização das empresas estatais, sobretudo no setor de telecomunicações. O sistema de imposto indireto foi substancialmente alterado em julho de 2000 com a introdução de um imposto sobre bens e serviços de 10%. No sistema fiscal australiano, o imposto de renda pessoal e de empresas é a principal fonte de receita do governo.
Em janeiro de 2007, havia 10 033 480 pessoas empregadas, com uma taxa de desemprego de 4,6% da população. Durante a última década, a inflação tem sido de 2–3% e a taxa básica de juros em 5–6%. O setor de serviços da economia, incluindo turismo, educação e serviços financeiros, respondeu por 71% do PIB em 2008. Embora a agricultura e recursos naturais representem apenas 3% e 5% do PIB, respectivamente, eles contribuem substancialmente para o desempenho da exportação. Os maiores mercados de exportação da Austrália são o Japão, a China, os Estados Unidos, a Coreia do Sul e a Nova Zelândia.
O turismo é um importante setor da economia australiana. Em 2003/04, a indústria do turismo representou 3,9% do PIB da Austrália no valor de cerca de 32 bilhões de dólares australianos para a economia nacional. A participação do turismo no PIB do país tem vindo a decrescer ligeiramente nos últimos anos, representando 1,1% do total das exportações de bens e serviços. Os 10 países que mais enviam turistas para viagens de curta duração para a Austrália são Nova Zelândia, Reino Unido, Estados Unidos, China, Japão, Singapura, Malásia, Coreia do Sul, Hong Kong e Índia.

## Infraestrutura

### Educação

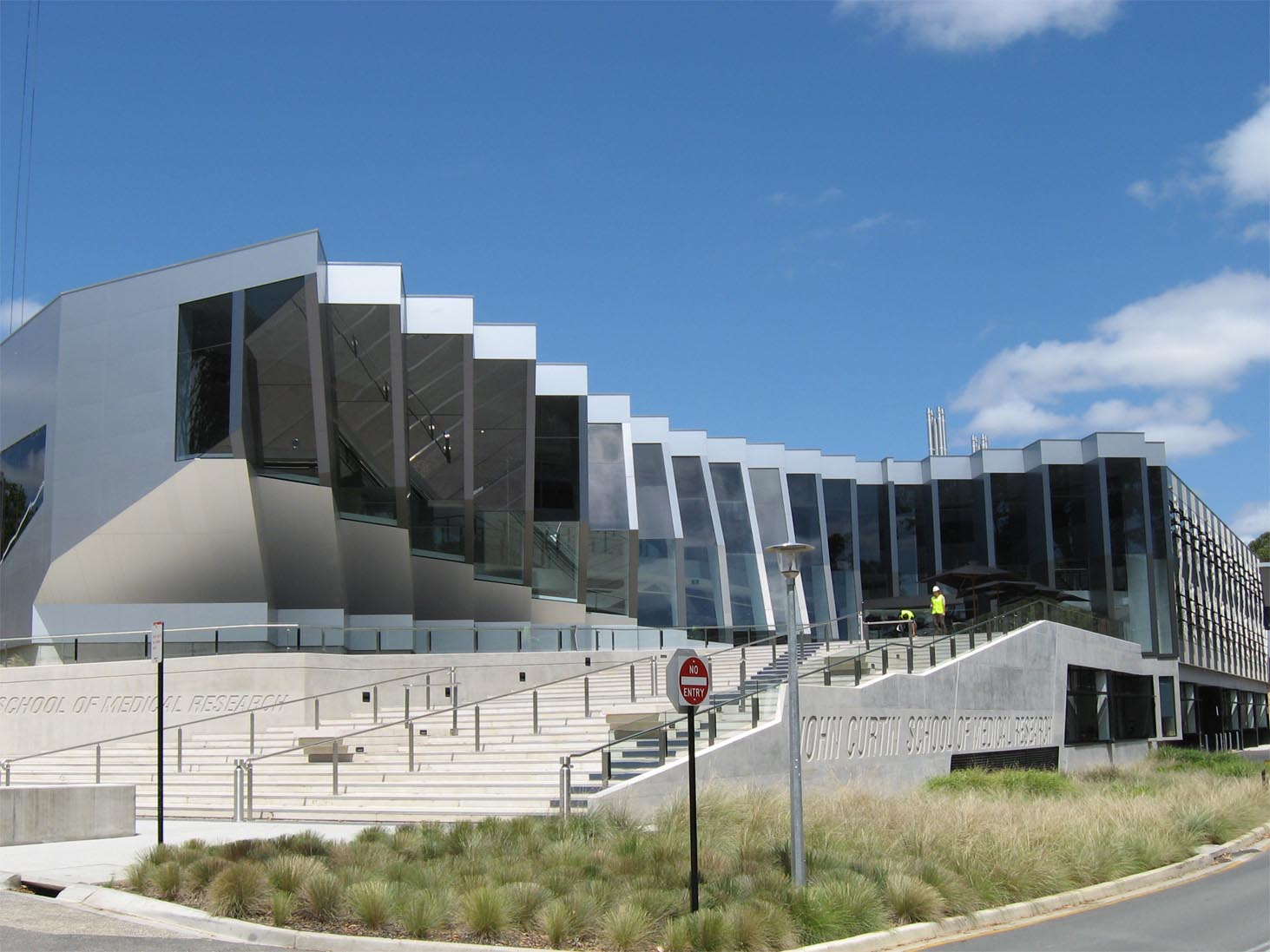
Edifício da faculdade de medicina da Universidade Nacional Australiana, uma das melhores do mundo

A frequência escolar é obrigatória em toda a Austrália. Todas as crianças recebem 11 anos de escolaridade obrigatória, entre os 6 e 16 anos (Ano 1 a 10), antes que elas possam realizar mais dois anos de estudo (Anos 11 e 12), o que contribui para uma taxa de alfabetização de adultos estimada em 99%. O ano de preparação antes do primeiro ano de escolarização, embora não seja obrigatório, é quase universalmente realizado pela população.
No Programa Internacional de Avaliação de Alunos (PISA), a Austrália regularmente é classificada entre os cinco primeiros entre os 30 principais países desenvolvidos (países membros da Organização para a Cooperação e Desenvolvimento Econômico — OCDE). Os subsídios educacionais do governo apoiaram a criação de 38 universidades pelo país. Na Austrália existe um sistema público de formação profissional, conhecido como Institutos TAFE, e muitos empregadores realizam estágios para a formação de novos funcionários. Cerca de 58% dos australianos com idade entre 25 e 64 anos têm qualificação profissional ou superior, sendo a taxa de graduação superior a 49% da população, a mais alta entre os países da OCDE. A proporção de estudantes internacionais para os locais no ensino superior na Austrália também é a mais alta nos países da OCDE.

### Saúde

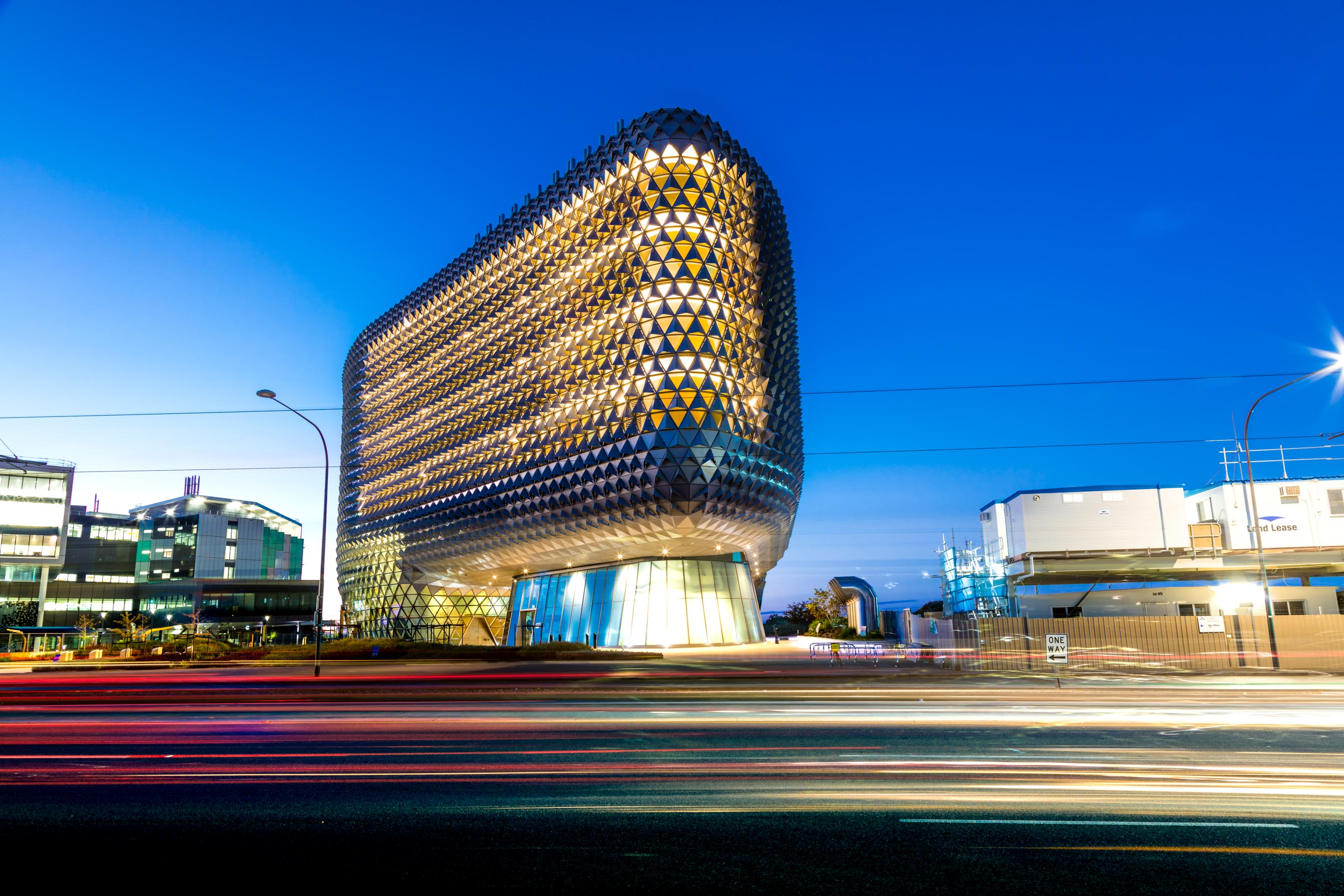
Sede do Instituto de Saúde e Pesquisa Médica da Austrália Meridional, em Adelaide

A expectativa de vida na Austrália é relativamente elevada, sendo de 78,7 anos para os homens e de 83,5 anos para as mulheres nascidas em 2006. O país tem uma das maiores taxas de câncer de pele no mundo, enquanto que o tabagismo é a maior causa evitável de morte e doença entre a população. A Austrália tem uma das percentagens mais elevadas de obesidade entre os cidadãos das nações desenvolvidas; mas é um dos países mais bem sucedidos na gestão da propagação do HIV/AIDS.
O governo australiano introduziu um sistema de saúde universal, conhecido como Medibank, em 1975. Reformulado por sucessivos governos, a sua versão atual, o Medicare, passou a existir em 1984. Agora é nominalmente financiado por uma sobretaxa do imposto de renda, conhecida como "imposto Medicare", atualmente fixada em 1,5%. Tradicionalmente, a gestão da saúde pública tem sido dividida entre os governos estadual e federal. Os estados gerenciam hospitais e serviços ambulatoriais registrados. Sob o governo de Kevin Rudd, um plano de reforma de saúde emergiu para permitir ao governo federal tomar "plena responsabilidade dos cuidados de saúde primários", essencialmente, tomar o controle de hospitais e ambulatórios estaduais. O total de despesas com saúde (incluindo as despesas do setor privado) representa 9,8% do PIB australiano.

### Energia

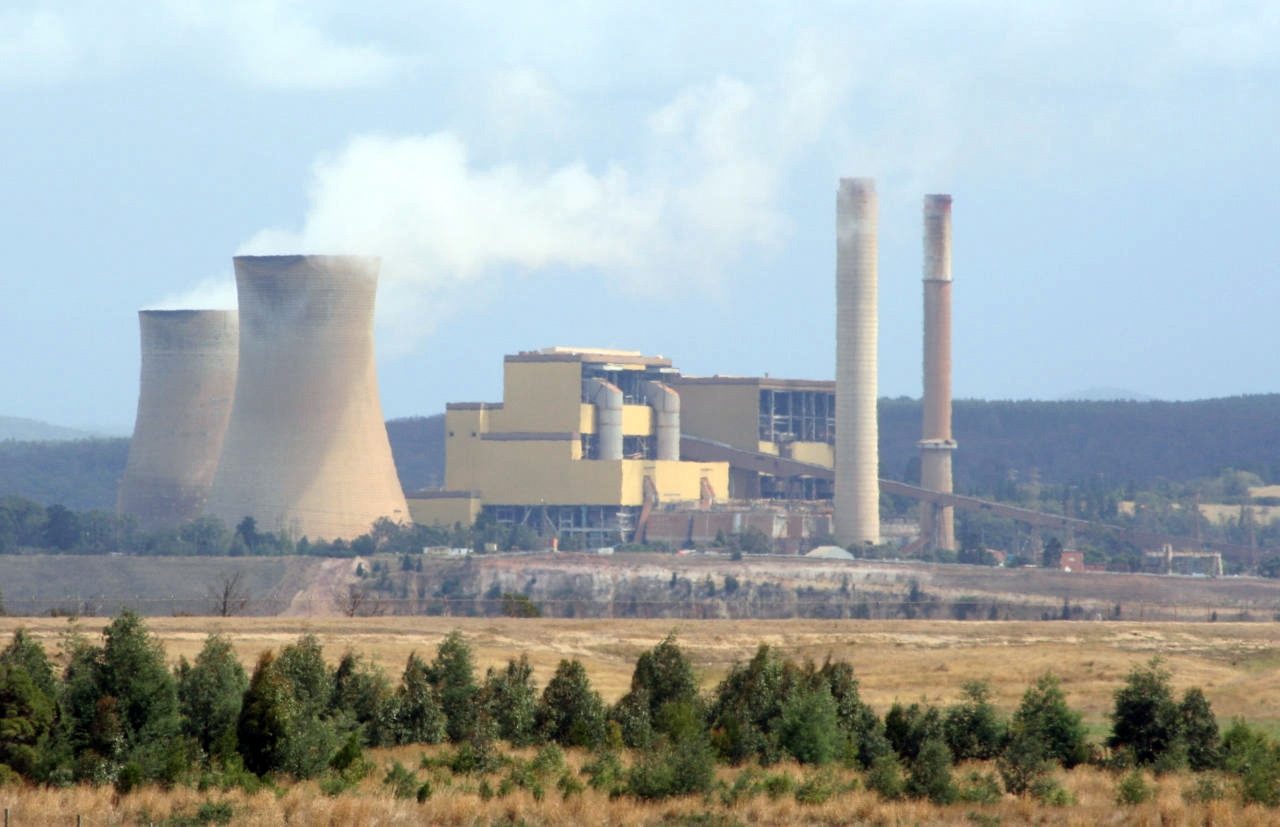
Usina termoelétrica Yallourn, em Vitória

A política energética da Austrália está sujeita à regulação e influência fiscal dos três níveis do governo do país, no entanto a política energética estadual e federal lidam com indústrias primárias, como o carvão. A política energética federal continua apoiando a indústria do carvão e do gás natural através de subsídios para o uso e exportação de combustíveis fósseis, uma vez que esta indústria de exportação contribui significativamente para as receitas do governo. A Austrália é um dos países mais dependentes do carvão no mundo. O carvão e o gás natural, juntamente com os produtos à base de petróleo, são a principal fonte de energia utilizada pelos australianos, apesar do fato de a indústria do carvão produzir aproximadamente 38% do total de emissões de gases da Austrália. A política federal está começando a mudar com a publicação de um relatório que prevê uma meta nacional de 20% de energia renovável para o consumo de energia elétrica na Austrália até o ano de 2020 e o início do comércio internacional de emissões em 2010.
Devido à dependência da Austrália em relação ao carvão e ao gás para a geração de energia, em 2000 o país foi o maior emissor de gases que contribuem para o efeito estufa entre todos os países desenvolvidos, independente ou não de terem emissões de desmatamento inclusas. A Austrália é, ainda, um dos países que oferecem maior risco de um aumento nas mudanças climáticas, de acordo com o Relatório Stern. A comercialização de energia renovável no país é relativamente menor se comparada à de combustíveis fósseis. As indústrias de energia renovável australianas são diversas, abrangendo várias fontes de energia e as escalas de operação, que atualmente contribuem com cerca de 8% a 10% da oferta total de energia da Austrália. A principal área onde a energia renovável está crescendo é na geração de energia elétrica, seguindo as "Metas do Governo para a Geração de Energias Renováveis".
Em 2021, a Austrália tinha, em energia elétrica renovável instalada, 8 523 MW em energia hidroelétrica (25º maior do mundo), 8 951 MW em energia eólica (13º maior do mundo), 19 076 MW em energia solar (7º maior do mundo), e 678 MW em biomassa.

### Transportes

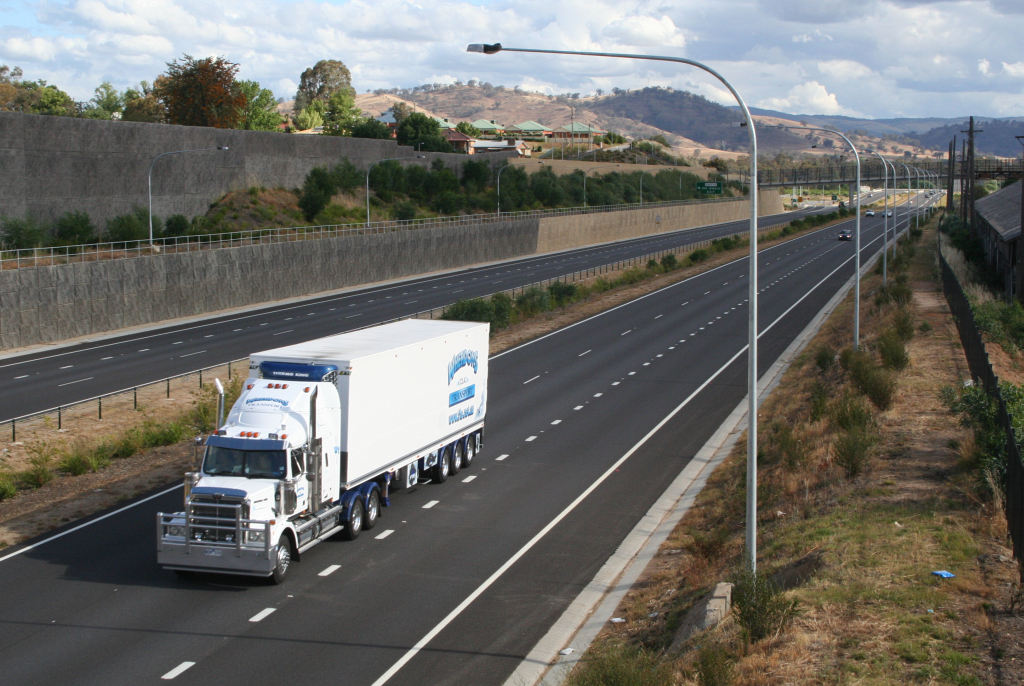
Rodovia Hume, a principal ligação rodoviária entre Sydney e Melbourne

O país tem uma das maiores taxas de automóveis per capita do mundo (cerca de 695 veículos por 1 000 pessoas, de acordo com dados de 2010 do Banco Mundial). A Austrália tem de três a quatro vezes mais estradas per capita do que a Europa e sete a nove vezes mais do que a Ásia, totalizando uma rede de rodovias de 812 972 km, sendo 341 448 km de estradas pavimentadas. O país também possui a terceira maior taxa per capita de consumo de combustível do mundo. Perth, Adelaide e Brisbane são classificadas entre as cidades mais dependentes de automóveis no planeta, com Sydney e Melbourne logo atrás. Além disso, a distância percorrida por carros (ou veículo similar) na Austrália está entre as maiores do mundo, ultrapassando a dos Estados Unidos e Canadá. O crescente preço da gasolina e os congestionamentos cada vez maiores são apontados como fatores que contribuem para um renovado crescimento no uso dos transportes públicos urbanos.
A rede ferroviária do país é grande, abrangendo um total de 37 855 km (sendo 2 540 km eletrificadas) da faixa: 3 719 km de bitola larga, a bitola padrão 15 422 km, 14 506 km de bitola estreita e 172 km de bitola mista. O país possui um total de 325 aeroportos, sendo os principais o Aeroporto de Melbourne e o Aeroporto de Sydney, um dos mais movimentados do mundo por número de passageiros. A Austrália também possui cerca de 2 000 km de hidrovias.

## Cultura

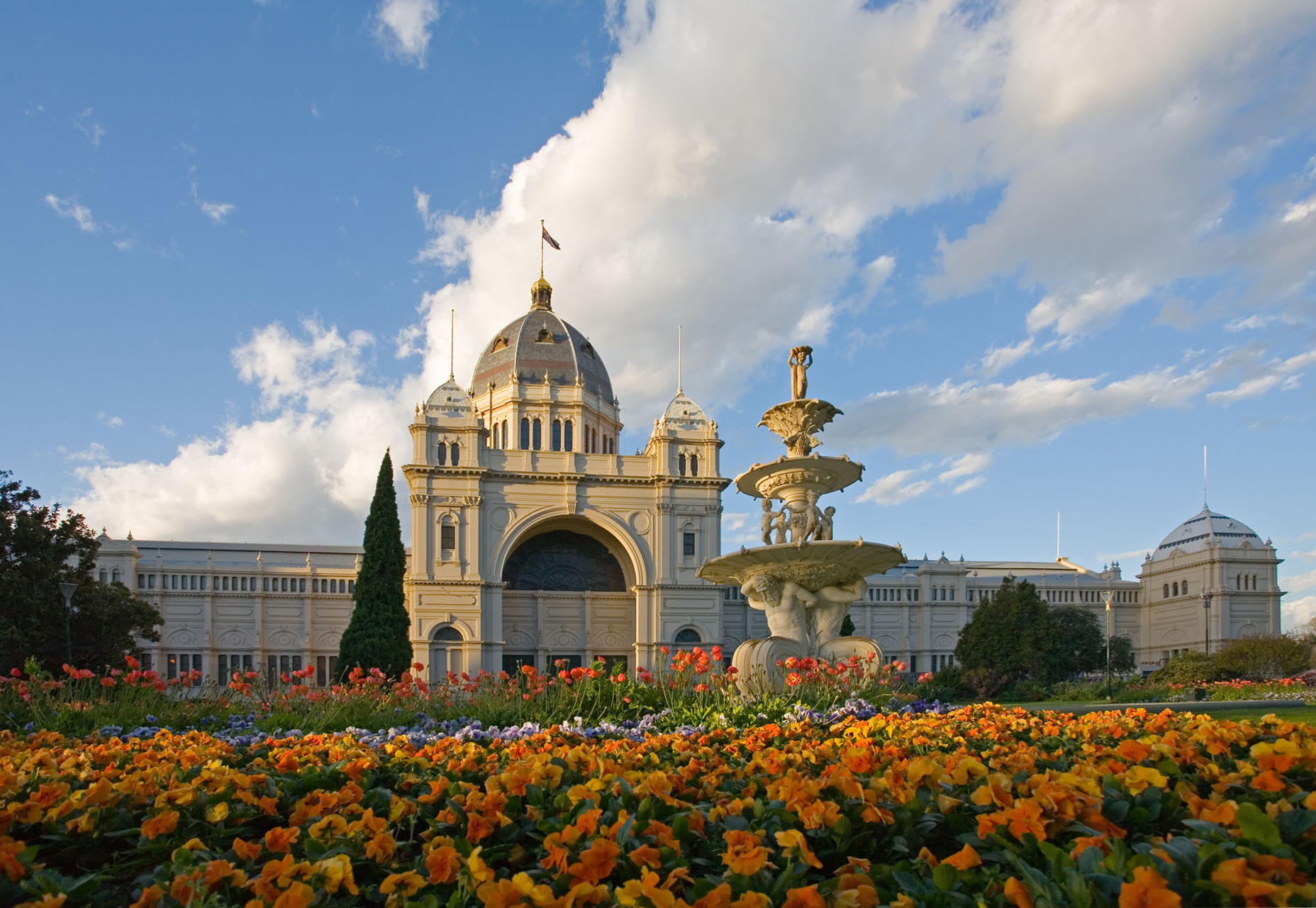
O Royal Exhibition Building, em Melbourne, a primeira construção na Austrália a ser classificada como Patrimônio Mundial pela UNESCO em 2004

Desde 1788, a principal base da cultura australiana vem da cultura ocidental anglo-céltica. Características distintas culturais também têm surgido a partir do ambiente natural da Austrália e de suas culturas nativas. Desde meados do século XX, a cultura popular estadunidense tem influenciado fortemente a cultura australiana, especialmente através da televisão e do cinema. Outras influências culturais vêm de países vizinhos da Ásia, e da imigração em grande escala das nações que não falam inglês.

### Artes

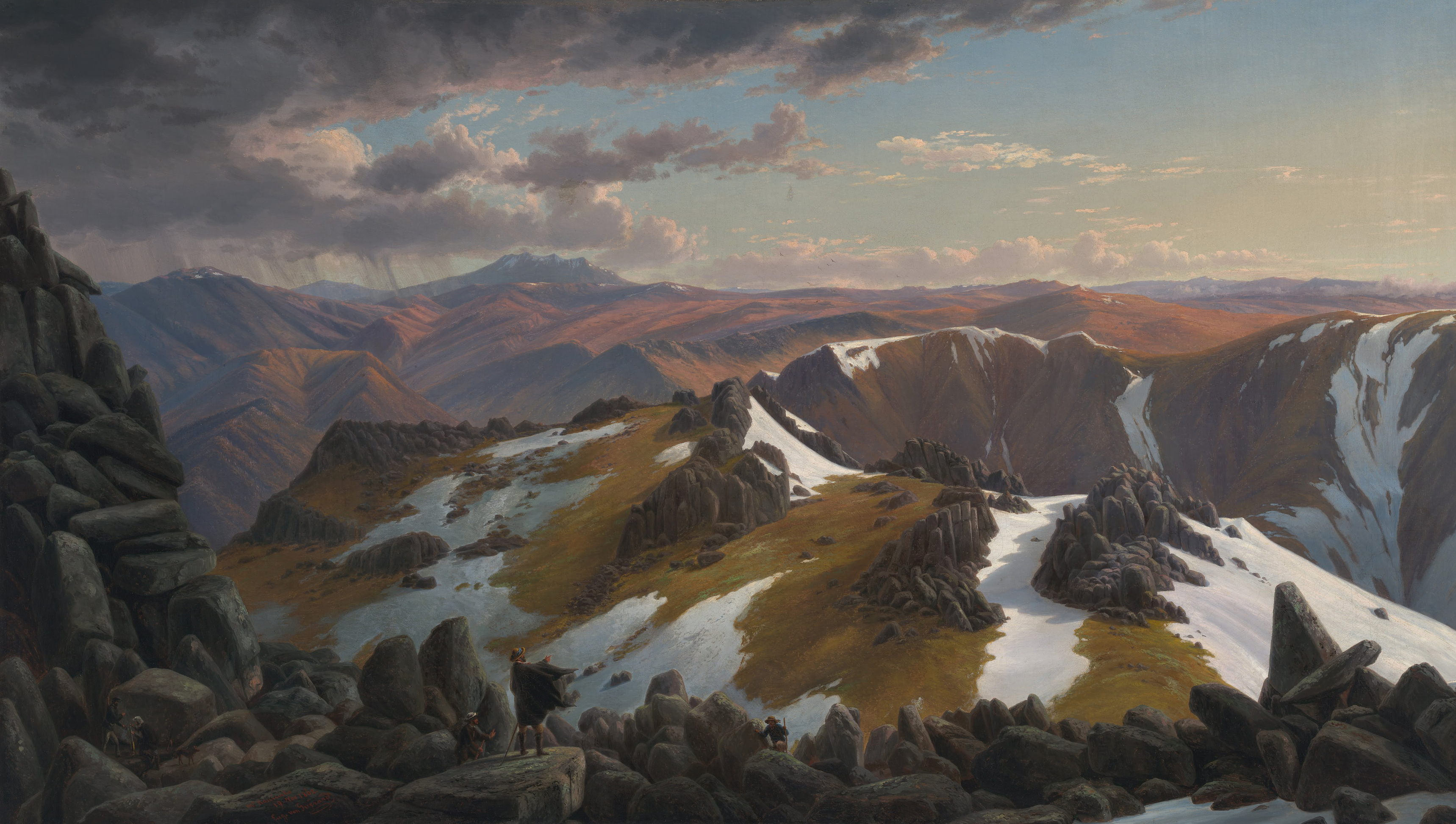
Eugene von Guérard: Vista nordeste do Monte Kosciuszko, 1863. Galeria Nacional da Austrália

Acredita-se que as artes visuais australianas só tenham começado com pinturas em cavernas e em cascas de árvores de seus povos indígenas. As tradições dos indígenas australianos são amplamente transmitidas oralmente e estão vinculadas a cerimônias e histórias do Tempo do Sonho. Desde a época da colonização europeia, um dos principais temas da arte australiana tem sido o cenário natural do país, por exemplo, as obras de Albert Namatjira, Arthur Streeton e outros associados com a Escola de Heidelberg e Arthur Boyd.
A paisagem australiana continua a ser uma fonte de inspiração para os artistas modernistas do país, que tem sido descrito em trabalhos aclamados como os de Sidney Nolan, Fred Williams, Sydney Long e Clifton Pugh. Os artistas da Austrália são influenciados pelas artes estadunidense e europeia modernas e incluem a cubista Grace Crowley, o surrealista James Gleeson, o expressionista abstrato Brett Whiteley e o artista pop Martin Sharp. A arte contemporânea indígena da Austrália é o único movimento de arte do país com importância internacional para sair da Austrália e o "último grande movimento de arte do século XX", seus expoentes têm incluído Emily Kngwarreye. O crítico de arte Robert Hughes tem escrito vários livros influentes sobre a história da Austrália e da arte, e foi descrito como "o mais famoso crítico de arte do mundo" pelo The New York Times. A Galeria Nacional da Austrália e galerias estaduais mantêm coleções de arte nacionais e estrangeiras.

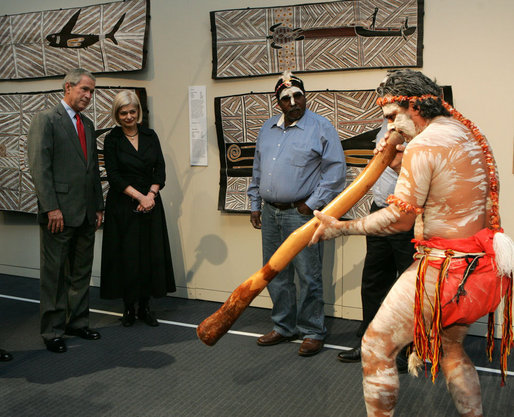
Apresentação de música e dança aborígene em Sydney

Muitas das companhias de arte que atuam na Austrália recebem financiamento do Conselho Federal de Artes do governo federal. Há uma orquestra sinfônica em cada estado do país, e uma companhia de ópera nacional, a Opera Australia, bem conhecida pela sua famosa soprano Joan Sutherland. No início do século XX, Nellie Melba foi uma das principais cantoras de ópera do mundo. Balé e dança são representados pela The Australian Ballet e companhias de vários estados. Cada estado tem uma companhia de teatro financiada por fundos públicos.

### Cinema, literatura e mídia
A indústria do cinema australiano começou com o lançamento do The Story of the Kelly Gang de 1906, considerado o primeiro longa-metragem do mundo, mas tanto a produção de filmes australianos quanto a distribuição de filmes britânicos diminuiu drasticamente após a Primeira Guerra Mundial, quando estúdios e distribuidores estadunidenses monopolizaram a indústria, e na década de 1930 cerca de 95% dos filmes exibidos na Austrália eram produzidos em Hollywood. No final dos anos 1950 a produção de filmes na Austrália efetivamente cessou e não houve produção de filmes completamente australianos na década entre 1959 e 1969.

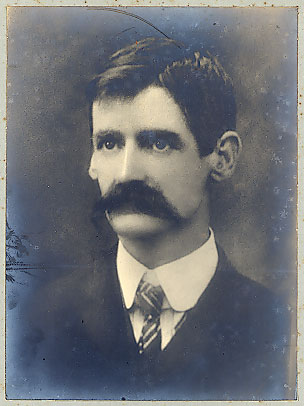
Henry Lawson, considerado o maior escritor australiano

Graças aos governos de John Gorton e Gough Whitlam, a nova onda do cinema australiano da década de 1970 trouxe filmes provocantes e bem sucedidos, alguns explorando o passado da nação colonial, como Picnic at Hanging Rock e Breaker Morant, enquanto o chamado gênero "Ocker" produziu várias comédias urbanas de grande sucesso, incluindo The Adventures of Barry McKenzie e Alvin Purple. Mais tarde incluiu sucessos como Mad Max e Gallipoli. Mais recentes sucessos incluem os Shine e Rabbit-Proof Fence. Entre os notáveis atores australianos incluem-se Judith Anderson, Errol Flynn, Nicole Kidman, Hugh Jackman, Heath Ledger, Geoffrey Rush, Chris Hemsworth e a atual diretora-adjunta da Companhia de Teatro de Sydney, Cate Blanchett.
A literatura australiana também foi influenciada pela paisagem do país, as obras de escritores como Banjo Paterson, Henry Lawson e Dorothea Mackellar captaram o bush australiano. O passado colonial da nação, representado pela literatura recente, é muito popular entre os australianos modernos. Em 1973, Patrick White foi agraciado com o Prêmio Nobel de Literatura, o primeiro australiano a ter conquistado esse feito. Entre os vencedores australianos do Prêmio Man Booker estão Peter Carey, Thomas Keneally e Iris Murdoch; David Williamson e David Malouf também são escritores de renome, e Les Murray é considerado "um dos principais poetas da sua geração".
A Austrália tem dois canais públicos (a Australian Broadcasting Corporation e o multicultural Special Broadcasting Service), três redes de televisão comercial, vários serviços de TV paga, e várias estações de rádio e televisão públicas, sem fins lucrativos. Cada grande cidade do país tem pelo menos um jornal diário e há dois jornais diários nacionais, o The Australian e o The Australian Financial Review. Em 2008, a organização Repórteres Sem Fronteiras classificou a Austrália na 25ª posição entre 173 países classificados por liberdade de imprensa, atrás da Nova Zelândia (7ª) e Reino Unido (23ª), mas à frente dos Estados Unidos (48ª). Esta baixa classificação ocorre principalmente devido à diversidade limitada de propriedade de mídia comercial na Austrália; a maioria das mídia de impressão estão mais sob o controle da News Corporation e Fairfax Media.

### Culinária

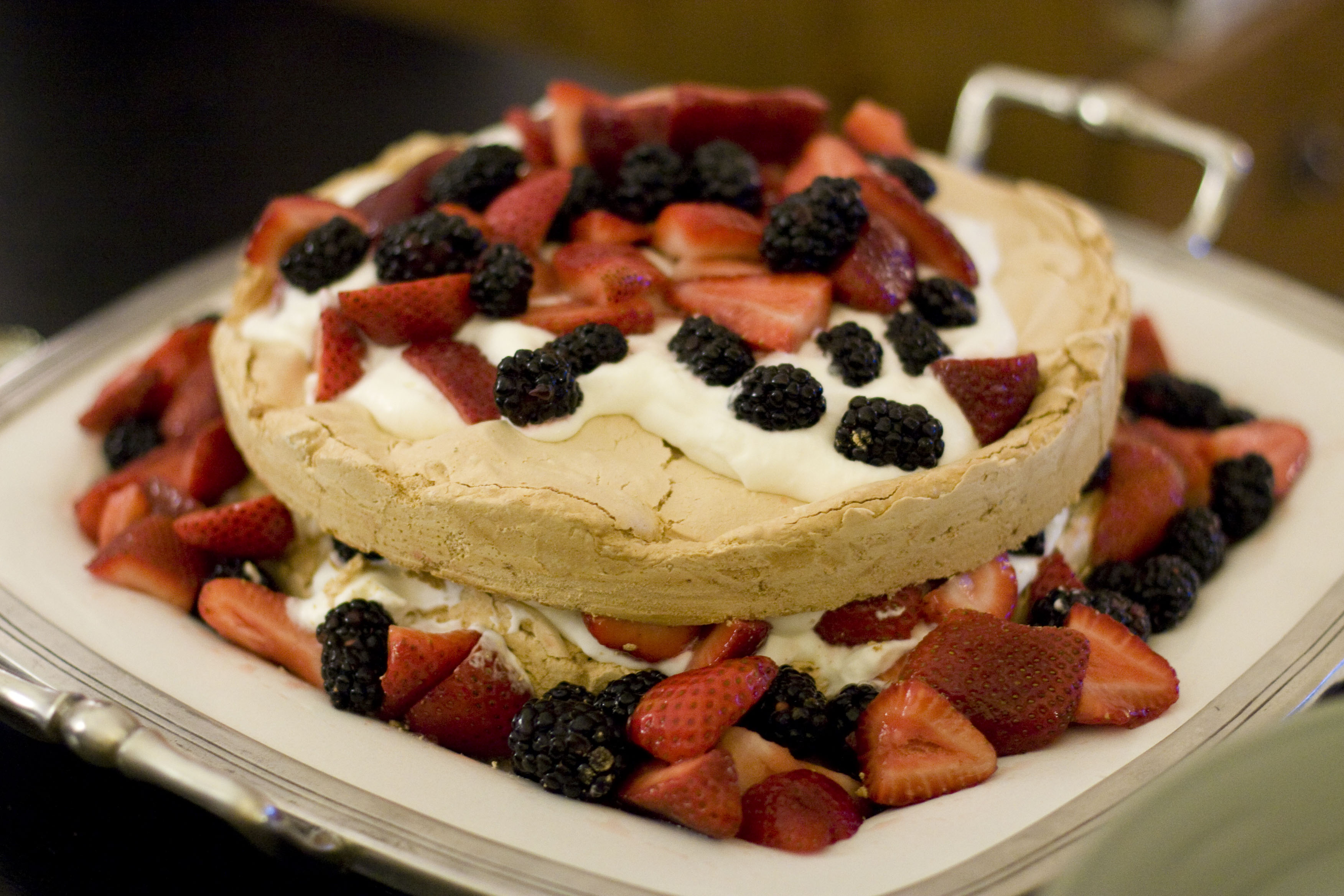
Pavlova, doce consumido na Austrália desde o início do século XX

A comida dos australianos nativos era amplamente influenciada pela área em que viviam. A maioria dos grupos tribais subsistiu em uma dieta simples de caçador-coletor, como a caça, a pesca e a coleta de plantas nativas e frutíferas. O termo geral para as espécies da flora e da fauna nativas da Austrália e utilizadas como fonte de comida é bushfood. Os primeiros colonos introduziram a culinária britânica para o continente, que muito do que é agora considerado a comida típica do país é baseada no assado de domingo e tornou-se uma longa tradição para muitos australianos. Ao longo do século XX, a culinária da Austrália foi sendo cada vez mais influenciada pelos imigrantes, particularmente a partir do sul da Europa e de culturas asiáticas.
O vinho australiano é produzido em 60 áreas de produção distintas, que totalizam cerca de 160 000 hectares, principalmente nas regiões ao sul, as partes mais frias do país. As regiões de vinho em cada um desses estados produzem castas e estilos diferentes que se aproveitam dos climas e tipos de solo locais. As variedades predominantes são shiraz, cabernet sauvignon, chardonnay, merlot, sémillon, pinot noir, riesling e sauvignon blanc. Em 1995, um vinho australiano vermelho, o Penfolds Grange, ganhou o prêmio Wine Spectator de "Vinho do Ano", sendo o primeiro vinho de fora da França ou da Califórnia a ter conseguido esta condecoração.

### Esportes
Cerca de 24% dos australianos com idade superior a 15 anos participam regularmente de atividades esportivas organizadas na Austrália. A Austrália tem fortes equipes internacionais de críquete, hóquei em campo, netball, rugby league e rugby union, tendo sido campeã olímpica ou mundial, pelo menos, duas vezes em cada esporte nos últimos 25 anos para homens e mulheres, quando aplicável. Austrália também é forte no ciclismo de pista, remo e natação, tendo estado consistentemente entre os cinco melhores países nos Jogos Olímpicos ou em campeonatos mundiais desde 2000. A natação é o mais forte destes esportes; a Austrália é o segundo mais prolífico vencedor da medalha no esporte na história olímpica.
Alguns dos atletas mais bem sucedidos da Austrália são os nadadores Dawn Fraser, Murray Rose, Shane Gould e Ian Thorpe; a sprinter Betty Cuthbert; os tenistas Rod Laver, Ken Rosewall, Evonne Goolagong, Lleyton Hewitt e Margaret Court; o cricketer Donald Bradman; o tricampeão mundial de Fórmula Um Jack Brabham; o pentacampeão mundial do MotoGP Mick Doohan; o golfista Karrie Webb; e o jogador de bilhar Wally Lindrum. A nível nacional, outros esportes populares incluem o futebol australiano, a corrida de cavalos, o surf, o futebol e o automobilismo.
Dos esportes coletivos, cerca de metade da população do país, concentrada nos estados da Austrália Meridional, Austrália Ocidental, Tasmânia e Vitória, tem preferência maior pelo futebol australiano. A outra, concentrada na costa leste, nos estados de Queensland e Nova Gales do Sul, prefere mais o rugby, especialmente o rugby league (o duelo das seleções destes dois estados neste esporte é o evento esportivo mais esperado do país, o State of Origin), cujo campeonato nacional (a National Rugby League) é o mais forte do mundo. A seleção australiana de rugby league (os Kangaroos) é igualmente a mais poderosa, tendo sido campeã da Copa do Mundo nove vezes nas treze já realizadas.
Já a seleção de rugby union (os Wallabies), o outro código de rugby, também é popular e, com dois títulos, foi igualmente a maior vencedora da Copa do Mundo da modalidade (ao lado de Nova Zelândia e África do Sul) até 2015 (quando os neozelandeses, em final justamente contra os australianos, conseguiram um terceiro troféu, número este igualado pelos sul-africanos em 2019). Apenas no Território da Capital, porém, o rugby union, como na maior parte do mundo, é mais popular que o rugby league; Austrália e Papua-Nova Guiné são precisamente os únicos países em que o league é a variação de rugby preferida.
Em termos de popularidade, ao contrário do futebol australiano e das variações de rugby, o críquete tem grande apelo de forma equilibrada em todo o território do país, reforçando a percepção de alguns de que ele é o seu verdadeiro esporte nacional. Como o críquete, o futebol também é praticado de forma igualitária em toda a Austrália, mas apenas nos últimos anos vem tornando-se mais popular, impulsionando pelas transmissões da Liga dos Campeões da UEFA, do campeonato inglês e pela ascensão da seleção (os Socceroos).
Austrália tem participado de todos os Jogos Olímpicos de Verão da era moderna e de todos os Jogos da Commonwealth. Austrália sediou os Jogos Olímpicos de Verão de 1956 em Melbourne e os Jogos Olímpicos de Verão de 2000 em Sydney, e foi classificada entre os seis primeiros países no ranking de medalhas desde 2000. A Austrália também sediou os Jogos da Commonwealth de 1938, 1962, 1982 e 2006. Outros grandes eventos internacionais realizados no país incluem o Aberto da Austrália, um torneio de tênis de grand slam, jogos internacionais de críquete e o Grande Prêmio da Austrália de Fórmula Um. Os eventos esportivos de maior audiência da televisão australiana incluem transmissões como as Olimpíadas, Copa do Mundo FIFA, a Rugby League State of Origin e as finais do National Rugby League e da Australian Football League.

### Feriados
Os feriados na Austrália são definidos por cada estado, e não pelo governo federal. Quando o feriado cai no fim de semana o próximo dia útil é considerado feriado.
| Feriado               | Austrália Ocidental                  | Tasmânia                  | Victoria                  | Território da Capital Australiana | Nova Gales do Sul           | Austrália Meridional        | Queensland                | Território do Norte       |
| --------------------- | ------------------------------------ | ------------------------- | ------------------------- | --------------------------------- | --------------------------- | --------------------------- | ------------------------- | ------------------------- |
| Ano Novo              | 1 de Janeiro                         | 1 de Janeiro              | 1 de Janeiro              | 1 de Janeiro                      | 1 de Janeiro                | 1 de Janeiro                | 1 de Janeiro              | 1 de Janeiro              |
| Dia da Austrália      | 26 de Janeiro                        | 26 de Janeiro             | 26 de Janeiro             | 26 de Janeiro                     | 26 de Janeiro               | 26 de Janeiro               | 26 de Janeiro             | 26 de Janeiro             |
| Sexta-Feira Santa     | festa móvel                          | festa móvel               | festa móvel               | festa móvel                       | festa móvel                 | festa móvel                 | festa móvel               | festa móvel               |
| Sábado de Aleluia     | festa móvel                          | festa móvel               | festa móvel               | festa móvel                       | festa móvel                 | festa móvel                 | festa móvel               | festa móvel               |
| Domingo de Páscoa     | festa móvel                          | festa móvel               | festa móvel               | festa móvel                       | festa móvel                 | festa móvel                 | festa móvel               | festa móvel               |
| Dia do Trabalho       | 1ª segunda-feira de Março            | 2ª segunda-feira de Março | 2ª segunda-feira de Março | 1ª segunda-feira de Outubro       | 1ª segunda-feira de Outubro | 1ª segunda-feira de Outubro | 1ª segunda-feira de Maio  | 1ª segunda-feira de Maio  |
| Dia ANZAC             | 25 de Abril                          | 25 de Abril               | 25 de Abril               | 25 de Abril                       | 25 de Abril                 | 25 de Abril                 | 25 de Abril               | 25 de Abril               |
| Aniversário da Rainha | Proclamado pelo governador do Estado | 2ª segunda-feira de Junho | 2ª segunda-feira de Junho | 2ª segunda-feira de Junho         | 2ª segunda-feira de Junho   | 2ª segunda-feira de Junho   | 2ª segunda-feira de Junho | 2ª segunda-feira de Junho |
| Natal                 | 25 de Dezembro                       | 25 de Dezembro            | 25 de Dezembro            | 25 de Dezembro                    | 25 de Dezembro              | 25 de Dezembro              | 25 de Dezembro            | 25 de Dezembro            |
| Boxing Day            | 26 de Dezembro                       | 26 de Dezembro            | 26 de Dezembro            | 26 de Dezembro                    | 26 de Dezembro              | (não é feriado)             | 26 de Dezembro            | 26 de Dezembro            |